# Michael Schumacher
Michael Schumacher ([ˈmɪçaːʔeːl ˈʃuːmaxɐ] ⓘ; n. 3 ianuarie 1969, Hürth, Republica Federală Germania) este un fost pilot de curse german ce a concurat în Campionatul Mondial de curse auto Formula 1 pentru echipele Jordan, Benetton, Ferrari și Mercedes. Schumacher are un record comun de șapte titluri de campion mondial la piloți (la egalitate cu Lewis Hamilton) și, la momentul retragerii sale din sport în 2012, deținea recordurile pentru cele mai multe victorii (91), pole position-uri (68), și podiumuri (155) — care de atunci au fost doborâte de Hamilton — în timp ce el menține în continuare recordul celor mai multe tururi rapide (77), printre altele. Schumacher este considerat în majoritate drept unul dintre cei mai mari piloți de Formula 1 din istorie, și este considerat de unii, inclusiv chiar de Hamilton, ca fiind cel mai mare din toate timpurile.
După ce și-a început cariera de curse în karting, Schumacher s-a bucurat de succes în mai multe serii pentru juniori. După o apariție unică în Formula 1 cu Jordan la Marele Premiu al Belgiei din 1991, Schumacher a fost semnat de Benetton pentru restul sezonului 1991. El și-a câștigat primul și al doilea titlu de piloți consecutiv în 1994 și 1995. Schumacher s-a mutat la echipa Ferrari, aflată în dificultate, în 1996. În primii săi ani la echipă, Schumacher a pierdut titlul în cursa finală a sezonului în 1997 și 1998, și a suferit o fractură de picior din cauza unui accident avut în Marele Premiu al Marii Britanii din 1999 care l-a forțat să rateze jumătate din sezon. El și Ferrari au câștigat cinci titluri consecutive din 2000 până în 2004, doborând mai multe recorduri. După ce a terminat al treilea în 2005 și al doilea în 2006, Schumacher s-a retras din acest sport, deși mai târziu a făcut o scurtă întoarcere cu Mercedes din 2010 până în 2012. Deși de-a lungul carierei a încântat privirile spectatorilor și telespectatorilor cu evoluții de senzație, pe de altă parte a fost implicat și într-o serie de scandaluri cauzate de pilotajul său agresiv.
Michael mai are un frate, Ralf, cei doi fiind unicii frați care au câștigat curse în Formula 1, și au devenit primii frați care au terminat pe primele două poziții în aceași cursă, o performanță pe care au mai repetat-o de patru ori. Michael este căsătorit cu Corinna și au împreună doi copii, Gina-Marie și Mick.
În decembrie 2013, el a suferit o traumă serioasă la cap în timp ce schia în stațiunea Meribel, din alpii francezi. A fost transportat pe cale aeriană la spital, operat și indus în stare de comă artificială. După ce s-a aflat în comă din 29 decembrie 2013 până pe 16 iunie 2014, el a părăsit spitalul din Grenoble pentru a se reabilita în continuare la Spitalul Universității (CHUV) din Lausanne, Elveția.

## Copilăria și începuturile în sporturile cu motor
Michael Schumacher s-a născut în orașul vest-german Hürth, Renania de Nord-Westfalia, la 3 ianuarie 1969, din părinții Rolf – un zidar care mai târziu a condus pista locală de kart – și Elisabeth Schumacher, care a condus cantina pistei. Când Schumacher avea patru ani, tatăl său și-a modificat kart-ul cu pedale adăugând un mic motor de motocicletă. După ce Michael a lovit-o într-un stâlp de lampă din Kerpen, părinții lui l-au dus pe pista de karting de la Kerpen-Horrem, unde a devenit cel mai tânăr membru al clubului de karting. Tatăl său i-a construit un kart din părți aruncate și, la vârsta de șase ani, Schumacher a câștigat primul său campionat de club. Pentru a susține cursele fiului său, Rolf și-a luat un al doilea loc de muncă închiriind și reparând karturi, în timp ce soția sa lucra la cantina pistei. Cu toate acestea, când Michael avea nevoie de un nou motor care costa 800 de mărci, părinții lui nu și-au putut permite; a putut continua cursele cu sprijinul oamenilor de afaceri locali.

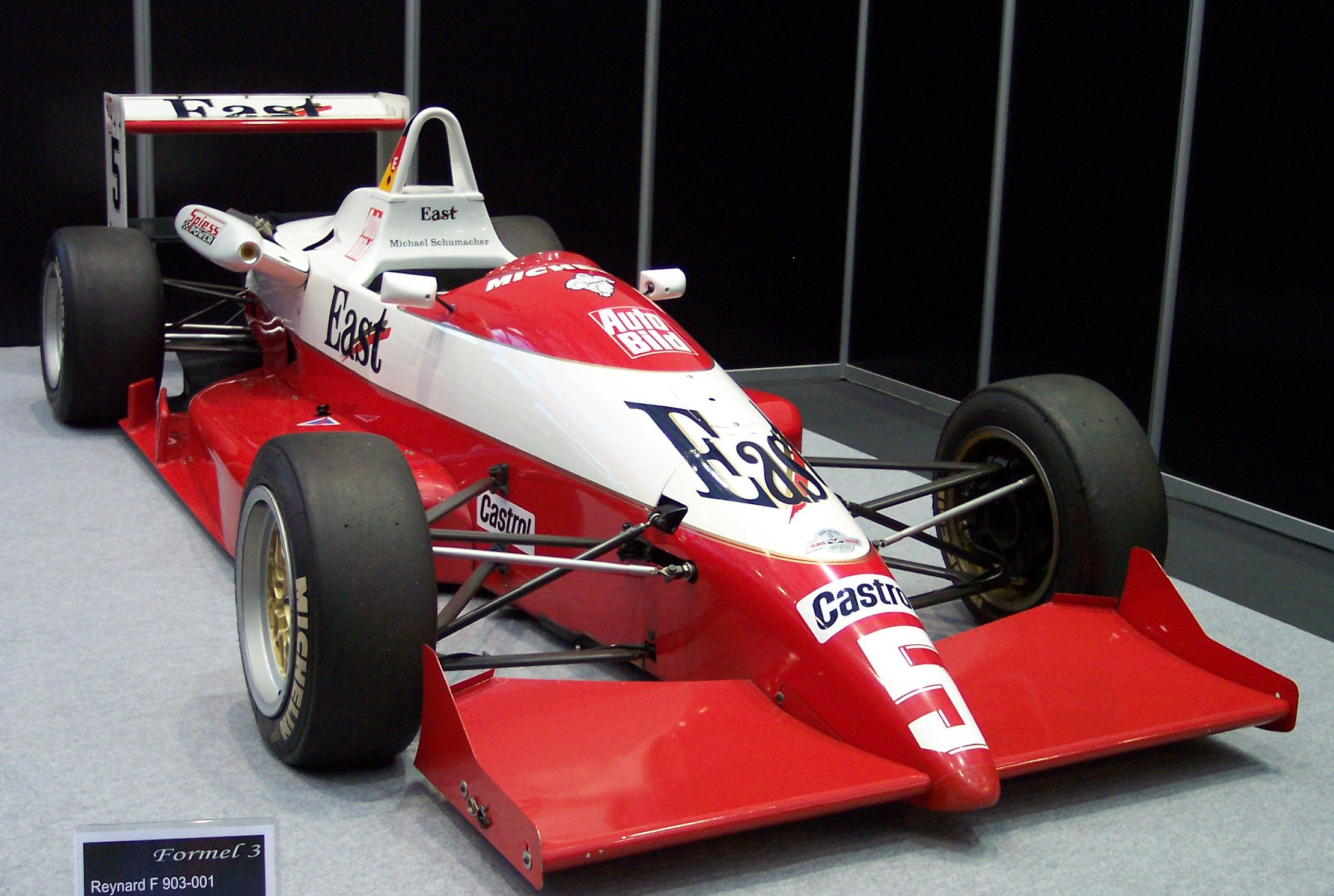
Mașina cu Schumacher care a câștigat titlul de Formula 3 în 1990

Marea sa șansă s-a numit Willi Weber, cel care l-a acceptat pe Michael în echipa sa de Formula 3 în schimbul numirii sale ca manager pentru o durată foarte lungă de timp, Weber fiind conștient de talentul lui Michael. Până să ajungă în Formula 3 în echipa lui Willi Weber, Michael a câștigat campionatul german de karting la juniori in 1984 și 1985, și cel la seniori in 1987. În 1985 a fost vicecampion mondial de karting, iar în 1987 a fost campion european. În 1988 a participat in Formula Koening, caștigând titlul național în Germania, și în Formula Ford, unde a fost vicecampion european. Un an mai târziu a fost promovat in Formula 3, seria germană, unde a ocupat la final locul al treilea, câștigând campionatul un an mai târziu.
Deși pasul următor ar fi trebuit să fie Formula 3000, Weber a decis să îl trimită pe Michael în Campionatul Mondial de Sport Prototip, mai exact în echipa lui Peter Sauber, astfel că Schumacher a fost luat sub aripa protectoare a constructorului german de automobile Mercedes-Benz, care finanța atunci echipa Sauber și se pregătea să debuteze în Formula 1. Cei doi ani petrecuți în Sport Prototip nu au fost extrem de buni din punct de vedere al performanțelor, totuși talentul pe care îl arăta Michael era evident, fiind apreciat de toată lumea ca fiind cel mai bun pilot al generației sale.

## Cariera în Formula 1

### Debutul cu Jordan (1991)
Schumacher și-a făcut debutul în Formula 1 cu echipa irlandeză Jordan-Ford la Marele Premiu al Belgiei din 1991, conducând mașina cu numărul 32 ca înlocuitor pentru Bertrand Gachot, arestat în urma unei altercații cu un taximetrist londonez. Schumacher, în continuare sub contract cu Mercedes, a fost semnat de Eddie Jordan după ce Mercedes i-a plătit lui Jordan 150.000 de dolari pentru debutul său.
În timpul weekend-ului, Andrea de Cesaris, coechipierul său de la Jordan, trebuia să îi arate circuitul lui Schumacher, însă acesta era ocupat cu negocieri asupra contractului. Schumacher a învățat apoi circuitul de unul singur, pedalând o bicicletă pe care și-a adus-o cu el. După sesiunea de calificări, Michael a obținut al șaptelea timp al zilei, reușind astfel să egaleze cea mai bună performanță a echipei sale, una care debutase în Formula 1 în acel an. Locul obținut în condițiile în care circuitul de la Spa-Francorchamps este unul foarte dur pentru tinerii piloți, a șocat pe toată lumea. Cursa nu a fost la fel de bună, din păcate, germanul abandonând în primul tur cu probleme tehnice la ambreiaj.

### Benetton (1991-1995)
După debutul său în Marele Premiu al Belgiei și în ciuda unui acord de principiu între Jordan și Mercedes, prin care Schumacher urma să rămână la echipa irlandeză pentru restul sezonului, Schumacher a fost semnat de Benetton-Ford pentru următoarea cursă. Jordan a solicitat o ordonanță în instanțele britanice pentru a-l împiedica pe Schumacher să conducă pentru Benetton, dar a pierdut cazul, deoarece aceștia nu semnaseră încă un contract final.

#### 1991-1993

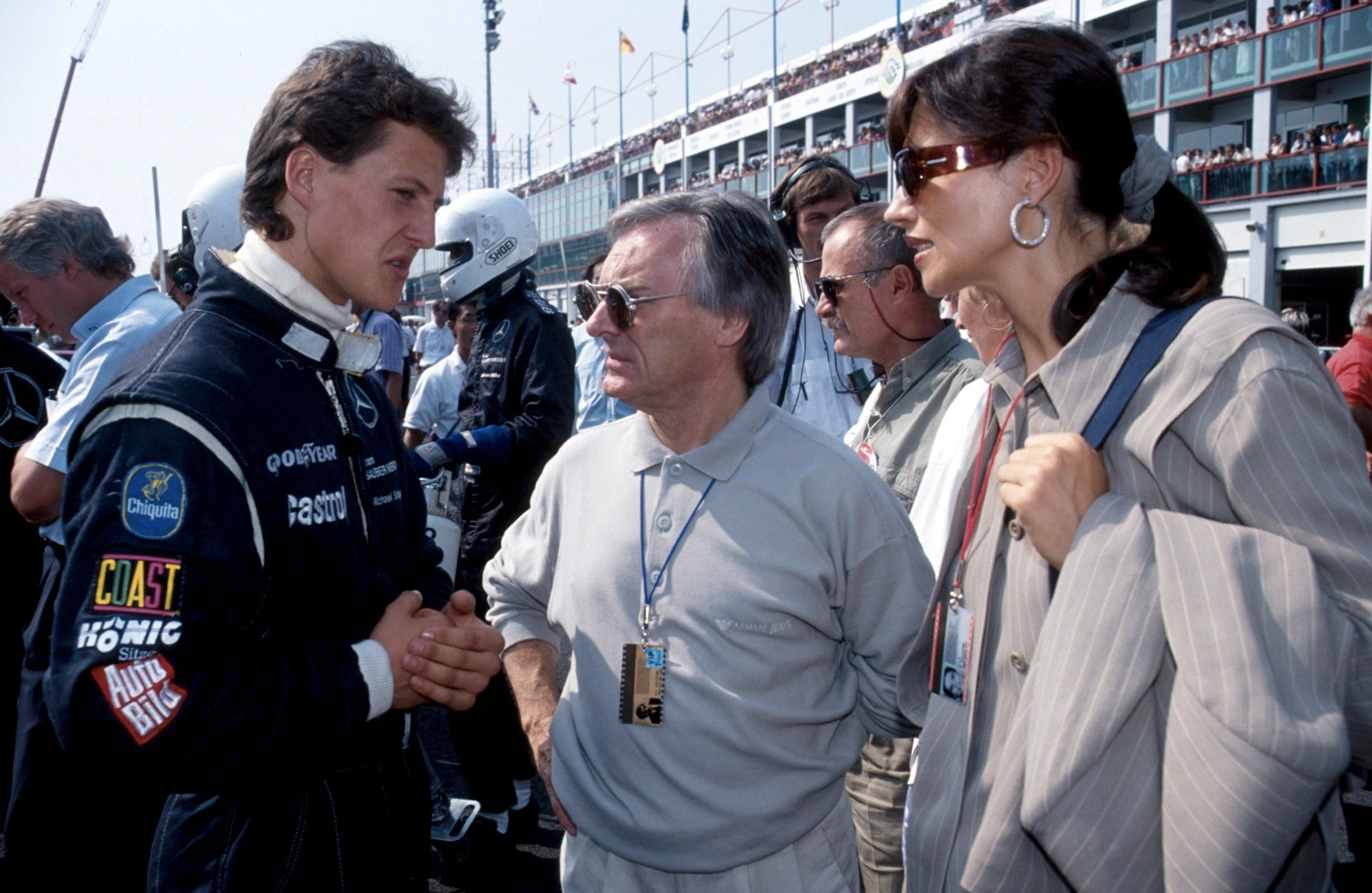
Schumacher (stânga) alături de Bernie Ecclestone (centru) în septembrie 1991.

Marele Premiu al Italiei din 1991 a fost a doua cursă la care Michael lua startul și era deja la a doua sa echipă, de această dată una cu pretenții, iar noul său coleg era Nelson Piquet, campionul mondial din 1981, 1983 și 1987. Statutul lui Piquet nu l-a demoralizat însă pe Michael care a reușit un timp mai bun în calificări, terminând pe locul șapte, dar și o cursă mai bună, clasându-se al cincilea. Din nou, Schumacher a reușit să fie mai rapid în calificări decât titratul său coleg de echipă la Estoril, în Marele Premiu al Portugaliei, fiind însă învins în cursă unde a terminat al șaselea, în spatele lui Piquet. Un alt loc șase este reușit de Schumacher în Marele Premiu al Spaniei de la Barcelona, dar anul este încheiat cu două retrageri, primul din cauza motorului, iar al doilea din cauza unei ieșiri în decor de pe un circuit umed. În primul său an în Formula 1, Schumacher a luat startul în șase curse, a terminat în puncte în trei dintre ele, clasându-se la finalul sezonului pe locul 14 în campionatul mondial.
La începutul sezonului 1992, echipa Sauber, care își plănuia debutul în Formula 1 cu sprijinul Mercedes pentru anul în curs, a invocat o clauză din contractul lui Schumacher care prevedea că, dacă Mercedes intra în Formula 1, Schumacher va conduce pentru ei. În cele din urmă s-a convenit ca Schumacher să rămână la Benetton; Peter Sauber a declarat că „[Schumacher] nu a vrut să conducă pentru noi. De ce l-aș fi forțat?”. Michael a continuat forma bună arătată în 1991, și în Marele Premiu al Mexicului urcă pentru prima dată în cariera sa pe podiumul de premiere, terminând al treilea. Un alt loc trei este semnat și în cursa imediat următoare, cea din Brazilia, pentru ca în Spania, Michael să termine al doilea, performanță pe care avea să o egaleze în Marele Premiu al Canadei. Un alt loc trei urmează în Marele Premiu al Germaniei, prima sa cursă pe teren propriu, pentru ca la Spa-Francorchamps, acolo unde debutase în F1 cu doar un an înainte, să obțină prima sa victorie. Sezonul este încheiat cu un nou loc secund, al treilea din acel an, în Marele Premiu al Australiei, care l-a promovat pe Michael pe locul al treilea în campionatul mondial cu un total de 53 puncte, chiar în fața triplului campion mondial Ayrton Senna.
Damon Hill și Alain Prost au continuat perioada de dominare a Williams și în sezonul 1993. Benetton și-a introdus propria suspensie activă și controlul tracțiunii la începutul sezonului, ultima dintre echipele de front care a făcut acest lucru. Schumacher a câștigat o cursă, Marele Premiu al Portugaliei, unde l-a învins pe Prost, și a avut nouă clasări pe podium, dar s-a retras în șapte din celelalte 16 curse. El a terminat sezonul pe locul patru, cu 52 de puncte acumulate.

#### 1994-1995: Primele două titluri mondiale
Sezonul 1994 a început foarte bine pentru Schumacher care a câștigat primele două curse - Marele Premiu al Braziliei și Marele Premiu al Pacificului, luând un avantaj consistent în fața lui Ayrton Senna, considerat rivalul său la titlul suprem. Din păcate, bătalia dintre cei doi avea să se încheie prematur, la Imola, când brazilianul a suferit un accident fatal. Cursele de la Imola și de la Monaco i-au revenit tot lui Michael Schumacher, la fel ca și cele din Canada și Franța, acestea din urmă fiind precedate de locul secund din Spania, astfel că, cu patru victorii din tot atâtea curse, sezonul părea la îndemâna lui. Nu a fost însă deloc așa, Michael suferind în următoarele curse mai multe descalificări, fiind la un moment dat chiar suspendat pentru două curse din cauza faptului că mașina sa a fost considerată neregulamentară.

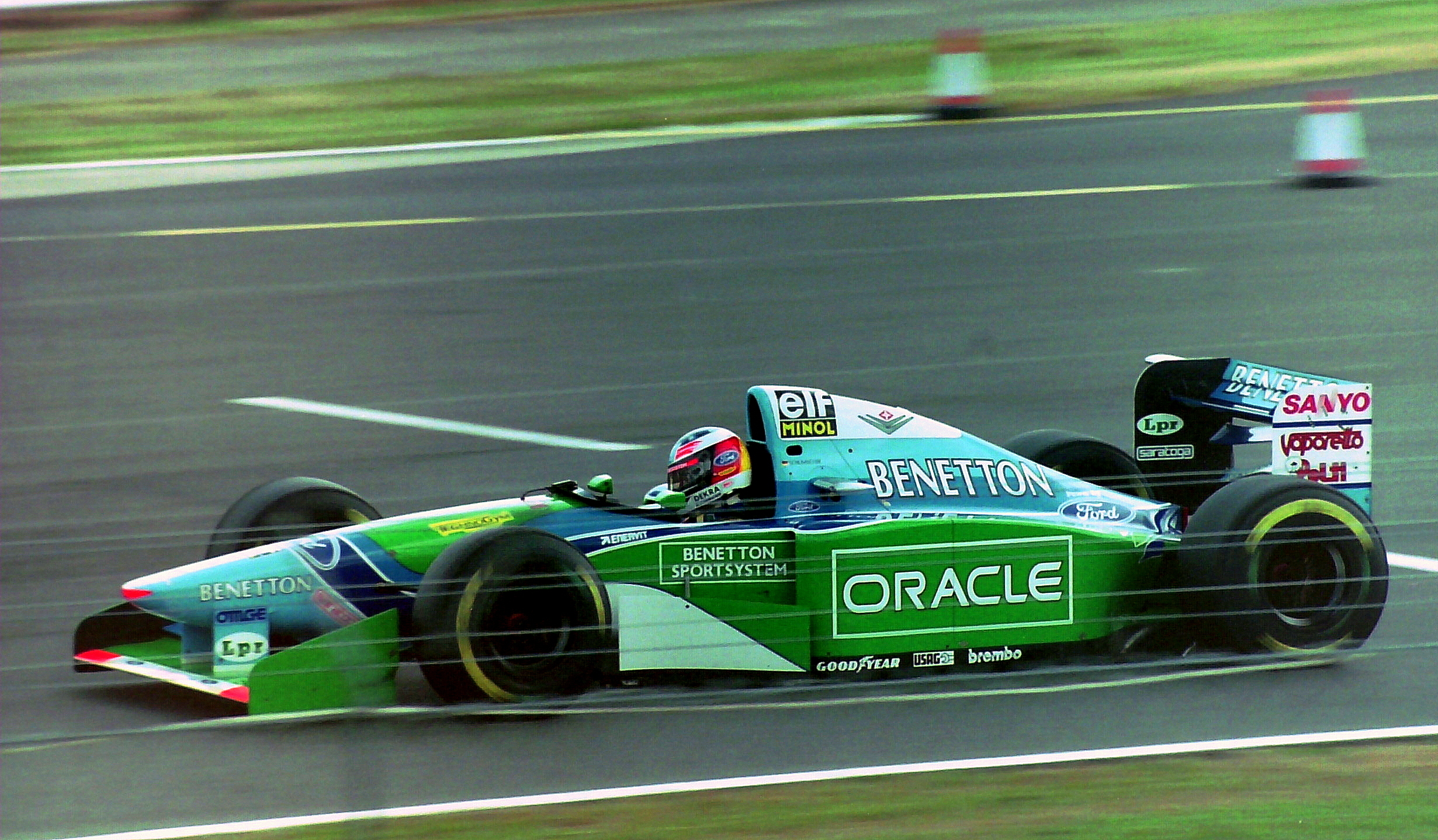
Mașina Benetton B194 condusă de Schumacher în 1994 a fost subiectul multor controverse de-a lungul sezonului privind legalitatea sa.

Prima descalificare a survenit la Silverstone, când Schumacher l-a depășit pe Damon Hill în turul de încălzire, acest fapt fiind interzis de regulament. Tot atunci, germanul a primit și o suspendare de două curse din partea FIA, aceasta fiind însă mai mult făcută pentru a se încerca redinamizarea campionatului, unul intrat în ape tulburi după accidentele mortale ale lui Roland Ratzenberger și Ayrton Senna. Curios, FIA i-a dat lui Schumacher și echipei sale dreptul de a alege cele două curse. Apoi, a venit descalificarea din Belgia, când mașina a fost neregulamentară, astfel că Michael a lipsit de la Marele Premiu al Italiei și cel al Portugaliei. Între timp, Hill redusese semnificativ distanța care-l separa de primul loc, ocupat în continuare de Michael, și care era acum la doar un singur punct în spate, astfel că finalul de sezon se anunța palpitant. Michael a câștigat Marele Premiu al Europei, cu Hill pe locul secund, apoi situația a fost exact invers în Japonia, astfel că diferența de un punct se păstrase și înainte de ultima cursă a anului.
Marele Premiu al Australiei din 1994 avea să rămână în istorie pentru incidentul petrecut între cei doi pretendenți la titlu. Schumacher, care era la conducere, a comis o greșeală și a lovit zidul de protecție, astfel că Hill l-a ajuns din urmă și a încercat o depășire pe interior într-un viraj strâns. Cele două mașini s-au lovit, Michael fiind trimis direct într-un zid de protecție, pe când Hill a continuat pentru puțin cursa, abandonând însă ulterior din cauza suspensiei afectate în timpul coliziunii. Momentul abandonului britanicului a însemnat momentul în care Michael Schumacher s-a încoronat campion mondial. Comisarii de cursă au considerat incidentul dintre cei doi produs în turul 36 al cursei ca fiind un incident de cursă și nu au luat nicio măsură împotriva vreunui pilot, dar opinia publică a fost împărțită cu privire la incident și Schumacher a fost defăimat în presa britanică. La conferința FIA de după cursă, Schumacher i-a dedicat titlul lui Senna.

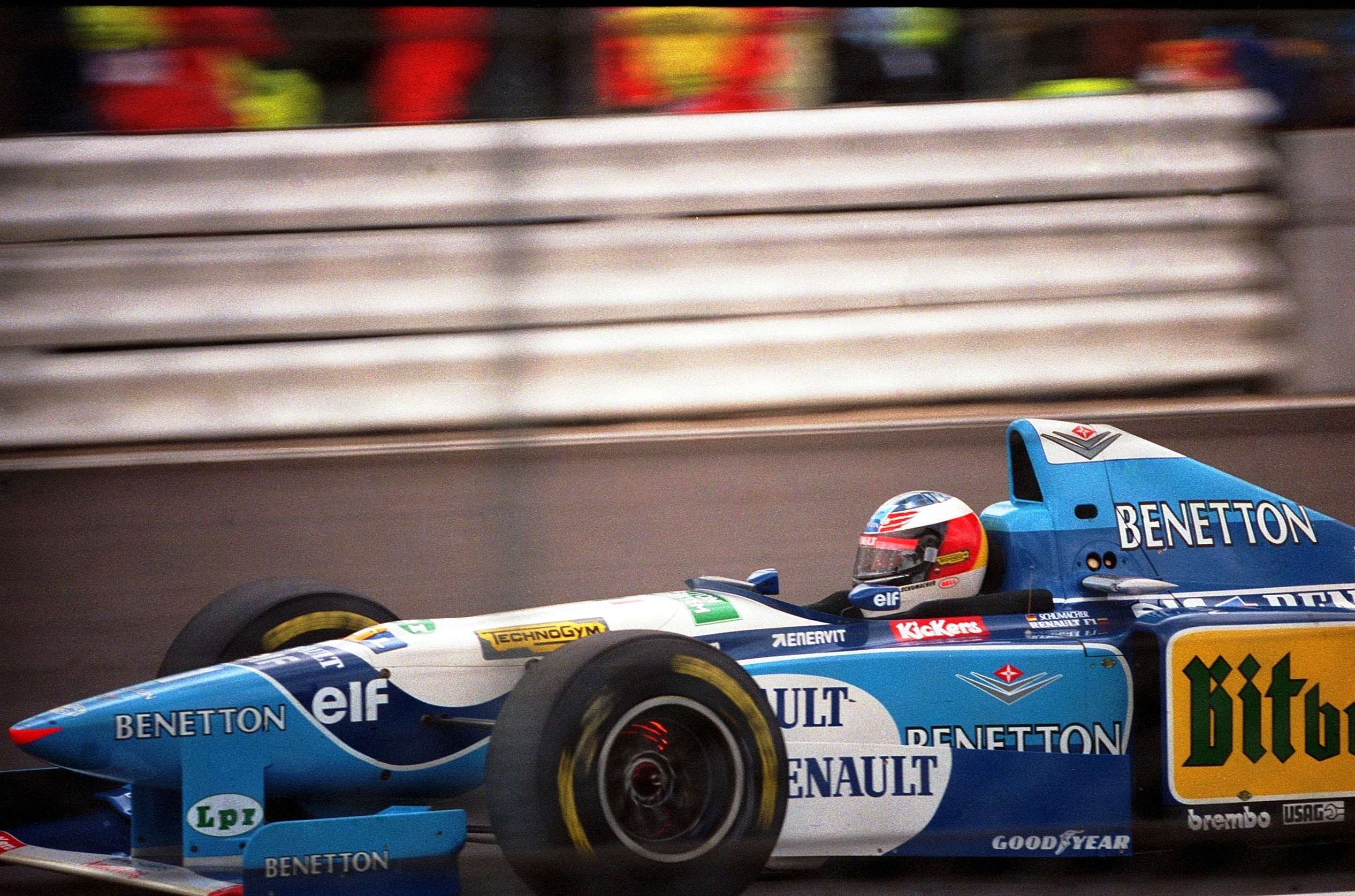
Schumacher în din.

Michael și-a apărat cu brio titlul mondial în 1995 tot cu Benetton, care avea acum același motor Renault ca și Williams. Schumacher a acumulat cu 33 de puncte mai multe decât Hill, pe locul doi. Împreună cu coechipierul Johnny Herbert, a dus-o pe Benetton spre primul ei titlu la constructori, întrerupând dominația McLaren și Williams, și a devenit cel mai tânăr dublu campion mondial din istoria Formulei 1. Sezonul a fost afectat de mai multe ciocniri cu Hill, în special o manevră de depășire a lui Hill i-a scos pe amândoi din Marele Premiu al Marii Britanii în turul 45 și din nou în turul 23 al Marelui Premiu al Italiei. Schumacher a câștigat 9 dintre cele 17 curse și a terminat pe podium de 11 ori.

### Ferrari (1996-2006)
În 1996, Schumacher s-a alăturat Scuderiei Ferrari, o echipă care a câștigat ultima dată titlul mondial la piloți în 1979 și titlul mondial la constructori în 1983, pentru un salariu de 60 de milioane de dolari pe doi ani. A părăsit Benetton cu un an înainte de expirarea contractului cu ei; el a citat mai târziu acțiunile dăunătoare ale echipei în 1994 drept motiv pentru care a renunțat la colaborarea sa. Un an mai târziu, Schumacher i-a atras pe angajații Benetton, Rory Byrne (designer) și Ross Brawn (director tehnic) la Ferrari.
Ferrari se apropiase anterior de câștigarea campionatului în 1982 și 1990. Echipa suferise o declin dezastruos la începutul anilor 1990, parțial deoarece celebrul său motor V12 nu mai era competitiv față de V10-urile mai mici, mai ușoare și mai eficiente din punct de vedere al consumului de combustibil ale concurenților săi. Diferiți piloți, în special Alain Prost, au dat monoposturilor diferite etichete precum „camion”, „porc” și „accident care așteaptă să se întâmple”. În plus, performanța slabă a echipajelor de la boxele Ferrari era considerată o glumă. La sfârșitul anului 1995, deși echipa se îmbunătățise într-un concurent solid, era în continuare considerată inferioară echipelor de front precum Benetton și Williams. În timpul testelor de iarnă, Schumacher a condus pentru prima dată un Ferrari, monopostul 412 T2 din 1995, și a fost cu două secunde mai rapid decât foștii piloți de la Ferrari, Jean Alesi și Gerhard Berger.

#### 1996: Reconstrucția echipei de la Maranello

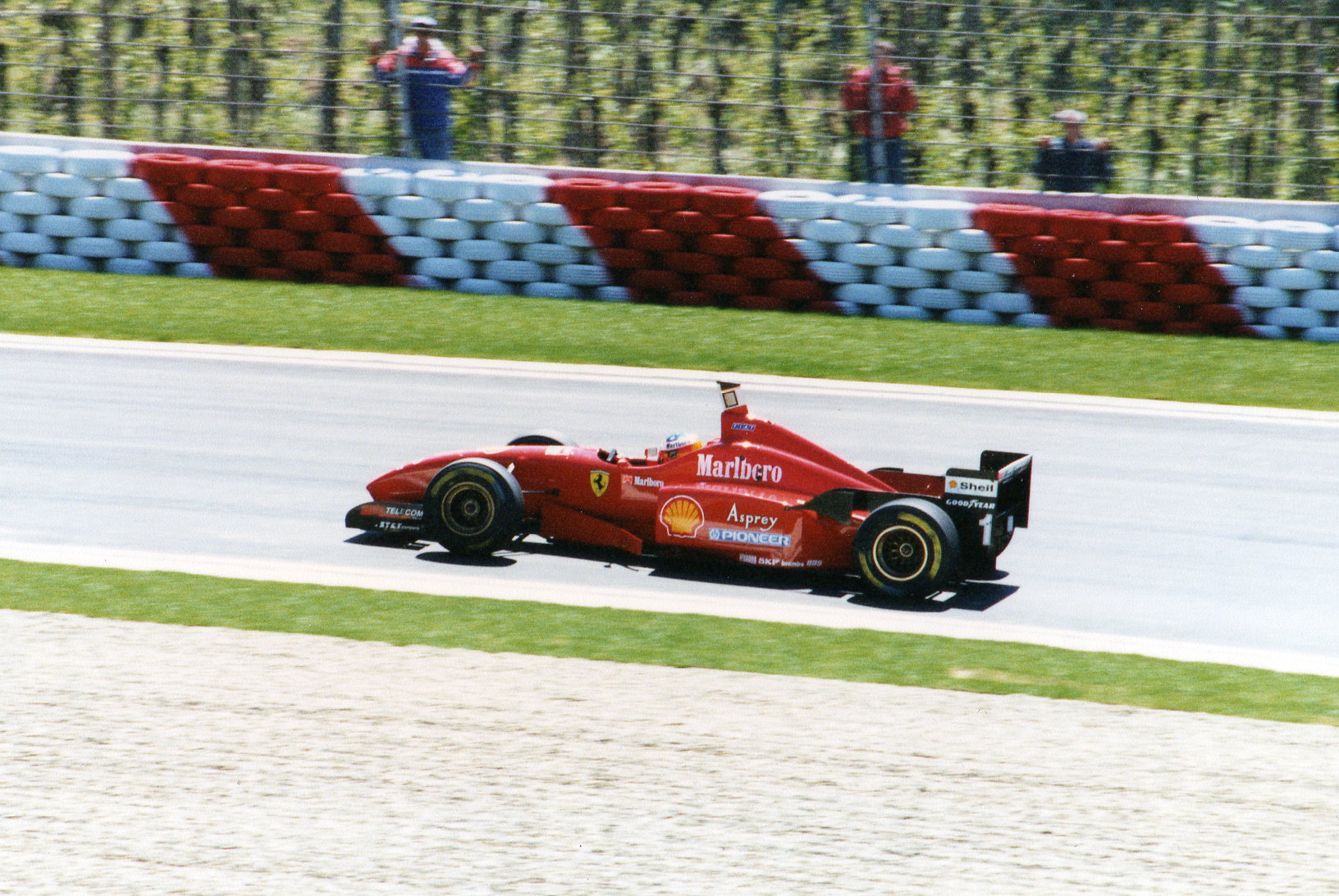
Schumacher a obținut primul pole position pentru Ferrari la.

Conștient că nu se putea pune problema unui titlu mondial în 1996, Schumacher a preferat să lucreze în liniște pentru a pregăti un eventual asalt în 1997. Michael a terminat pe locul al treilea în Campionatul Piloților în 1996 și a ajutat pe Ferrari să ajungă pe locul doi în Campionatul Constructorilor în fața fostei sale echipe Benetton. Pe tot parcursul sezonului, mașina a suferit de probleme de fiabilitate; Schumacher nu a terminat în 7 din cele 16 curse. La Marele Premiu al Franței, Schumacher a luat pole position, dar a suferit o defecțiune a motorului în turul de formare. Cu toate acestea, a reușit să câștige trei curse, mai mult decât numărul total al echipei din perioada 1991-1995. A obținut prima sa victorie pentru Ferrari la Marele Premiu al Spaniei, într-o cursă pe ploaie. După ce a preluat conducerea în turul 19, el a obținut constant timpi pe tur cu cinci secunde mai buni decât restul piloților în condiții dificile. La Marele Premiu al Belgiei, Schumacher a folosit opririle la timp la boxe pentru a se apăra de Jacques Villeneuve de la Williams. De asemenea, Schumacher a ocupat primul loc la Monza pentru a câștiga în fața tifosilor (fanii Ferrari). În afară de aceste trei victorii, el a mai obținut alte patru clasări pe locul 2 și patru pe locul 3.

#### 1997-1999: Două titluri ratate urmate de un accident care îi compromite sezonul
"Asta nu a funcționat, Michael, ai lovit partea greșită a lui, prietene. Nu cred că asta îi va cauza lui Villeneuve vreo problemă." 
Rezultatele înregistrate în ultimele patru curse ale sezonului 1996: victorii în Belgia și Italia, locul trei în Portugalia și locul doi în Japonia, erau foarte promițătoare, astfel că Ferrari și Schumacher își anunțau revenirea în bătălia pentru titlul mondial în 1997. Jacques Villeneuve era principalul rival pentru Schumacher în lupta pentru titlu. Villeneuve, la volanul mașinii superioare Williams FW19, a condus campionatul în prima parte a sezonului. Cu toate acestea, până la mijlocul sezonului, Schumacher a preluat conducerea campionatului, câștigând cinci curse și a intrat în cursa finală a sezonului, Marele Premiu al Europei de la Jerez, cu un avantaj de un punct. Spre sfârșitul cursei, Ferrari-ul lui Schumacher a dezvoltat o scurgere de lichid de răcire și o pierdere a performanței, ceea ce indica faptul că este posibil să nu termine cursa. Când Villeneuve s-a apropiat de rivalul său în turul 48, Schumacher a virat în acesta, dar s-a retras din cursă. Villeneuve a continuat și a marcat patru puncte pentru a lua campionatul. Comisarii de cursă nu au acordat inițial nicio penalizare, dar la două săptămâni după incident, Schumacher a fost descalificat din întregul Campionat al Piloților din 1997, după ce o audiere disciplinară FIA a constatat că „manevra sa a fost o reacție instinctivă și, deși intenționat nu a fost făcut-o cu răutate sau premeditare, a fost o eroare gravă.” Schumacher a acceptat decizia și a recunoscut că a făcut o greșeală. Acțiunile sale au fost condamnate pe scară largă în ziarele britanice, germane și italiene.

Michael Schumacher, câștigătorul Marelui Premiu al Italiei din.

Cu o mașină concepută de Ross Brawn, Michael a fost din nou implicat în lupta pentru titlul mondial în 1998, bătălia fiind de această dată dusă cu Mika Häkkinen de la McLaren-Mercedes. Debutului sezonului nu a fost unul prea fericit pentru Schumacher care a abandonat în prima cursă și a ocupat doar locul al treilea în cea de-a doua, astfel că Häkkinen își crease deja un avantaj consistent de 16 puncte, după ce a câștigat aceste două curse. Schumacher a câștigat însă în Argentina și, cu Ferrari-ul îmbunătățindu-se semnificativ în a doua jumătate a sezonului, Schumacher a obținut șase victorii și a avut alte cinci clasări pe podium. Ferrari a obținut o clasare 1–2 la Marele Premiu al Franței, primul 1–2 pentru Ferrari din 1990 încoace. Totuși, sezonul nu a fost lipsit de controverse; la Marele Premiu al Marii Britanii, Schumacher era la conducerea cursei în ultimului tur atunci când a intrat la boxe, a trecut linia de start-sosire și s-a oprit pentru a-și ispăși penalizarea stop-go de zece secunde (primită pentru depășirea unei mașini (a lui Alexander Wurz) în timpul perioadei de mașină de siguranță). Existau unele îndoieli dacă acest lucru a contat ca executarea pedepsei, dar, pentru că trecuse linia de sosire când a intrat la boxe, victoria sa a fost validă. Apoi, patru curse mai târziu, la Marele Premiu al Belgiei, într-o cursă pe ploaie puternică în care Häkkinen se retrăsese din primul tur, Schumacher era la conducerea cursei cu 40 de secunde peste locul 2, dar s-a ciocnit de David Coulthard, coechipierul lui Häkkinen de la McLaren, atunci când scoțianul, cu un tur în urma lui Schumacher, a încetinit pe linia de curse pe vizibilitate redusă pentru a-l lăsa pe Schumacher să treacă. Ferrari-ul său a pierdut o roată, dar a putut reveni la boxe, deși a fost forțat să se retragă. Schumacher a sărit din mașină și s-a îndreptat înfuriat spre garajul McLaren și l-a acuzat pe Coulthard că „încearcă să-l omoare”. Coulthard a recunoscut cinci ani mai târziu că accidentul a fost greșeala lui. Schumacher a câștigat totuși cursa următoare, cea de la Monza și l-a egalat la puncte, 80, pe Häkkinen. Finlandezul s-a revanșat la Nürburgring, astfel că ultima etapă urma să fie cea decisivă. Din nou, pentru a doua oară consecutiv, Michael a pierdut titlul în ultima etapă, de această dată suferind de o problemă la ambreiaj, iar apoi de una la pneuri.
A treia încercare de a câștiga titlul mondial cu Ferrari a fost făcută în 1999. Anul a început prost, dar cele doua victorii succesive de la Imola și Monaco l-au propulsat pe german ca lider al campionatului pentru o scurtă perioadă de timp. Apoi, în Marele Premiu al Marii Britanii, Schumacher a suferit un accident în chiar primul tur al cursei în virajul de mare viteză Stowe, în urma căruia și-a fracturat un picior, astfel că a fost nevoit să lipsească de la șase curse, pierzând astfel orice șansă la titlul mondial. În timpul absenței sale de 98 de zile, a fost înlocuit de pilotul finlandez Mika Salo. Revenirea sa s-a produs în timp util pentru Marele Premiu al Malaeziei și a fost una triumfală, germanul dominând calificările, iar în cursă i-a cedat primul loc lui Eddie Irvine, colegul său de la Ferrari, care era implicat în lupta pentru titlu. Ulterior, în Marele Premiu al Japoniei a ocupat locul al doilea, suficient pentru a aduce echipei sale primul titlu mondial în campionatul constructorilor după 16 ani.

#### 2000-2004: Cinci ani, cinci titluri mondiale
Față de anii precedenți, sezonul 2000 a început foarte bine pentru Schumacher, acesta câștigând primele trei curse ale anului și instalându-se confortabil în poziția de lider al campionatului, având un avantaj de 24 de puncte față de rivalul său principal, Mika Häkkinen. Ulterior, finlandezul a avut însă puterea de a reduce semnificativ diferența de puncte, beneficiind și de cele trei abandonuri consecutive ale lui Schumacher de la mijlocul sezonului și, odată cu victoria din Marele Premiu al Belgiei, acesta a preluat conducerea în campionat, Schumacher retrogradând pe locul 2. Totuși, germanul a revenit și a câștigat cursa de acasă pentru Ferrari, Marele Premiu al Italiei. La conferința de presă de după cursă, după ce a egalat numărul de victorii (41) obținut de idolul său, Senna, Schumacher a izbucnit în lacrimi. În Marele Premiu al Statelor Unite, are loc un moment favorabil pentru Schumacher, atunci când Häkkinen se retrage din cursă în turul 25 cu probleme la motor. Michael a luat victoria și un avantaj de 8 puncte în campionat cu două curse rămase din sezon. În penultima cursă a sezonului, Marele Premiu al Japoniei, pornind din pole position, Schumacher a pierdut conducerea în fața lui Häkkinen la start. Totuși, după a doua oprire la boxe, el a ieșit înaintea lui Häkkinen și a câștigat cursa și, matematic, campionatul piloților, cu o cursă înainte de final. Deși Schumacher a câștigat de două ori mai multe curse decât Häkkinen, jurnalistul BBC Sport, Andrew Benson, a declarat că „provocarea oferită de Mika Hakkinen și McLaren-Mercedes a fost mult mai puternică decât sugerează statisticile brute” și că mașina McLaren proiectată de Adrian Newey a fost „cea mai rapidă mașină din F1 pentru al treilea an consecutiv”. De asemenea, Benson l-a salutat pe Schumacher drept „cel mai mare pilot al erei sale”. Schumacher devine astfel primul campion mondial cu Ferrari de la Jody Scheckter în 1979.

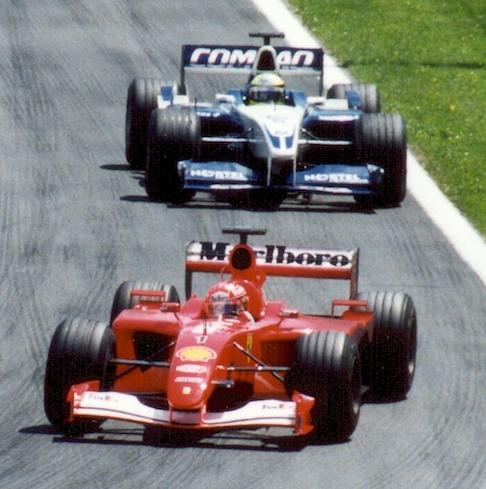
Michael, alături de fratele său Ralf în.

În 2001, Schumacher a luat al patrulea său titlu la piloți. Alți patru piloți au câștigat curse, dar niciunul nu a susținut o provocare pentru Schumacher de-a lungul sezonului pentru campionat. Schumacher a obținut un record de nouă victorii și a câștigat Campionatul Mondial cu patru curse încă de disputat. El a terminat campionatul cu 123 de puncte acumulate, cu 58 înaintea vicecampionului Coulthard. Cele mai importante momente ale sezonului au inclus Marele Premiu al Canadei, unde Schumacher a terminat pe locul al doilea în spatele fratelui său Ralf, obținând astfel primul rezultat 1–2 pentru doi frați în Formula 1; și Marele Premiu al Belgiei, în care Schumacher a obținut cea de-a 52-a victorie în carieră, doborând recordul lui Alain Prost pentru cele mai multe victorii în carieră. La finalul sezonului, rivalul său din anii precedenți, Mika Häkkinen, s-a retras din Formula 1. Schumacher va spune mai târziu că Häkkinen a fost adversarul pe care l-a respectat cel mai mult.

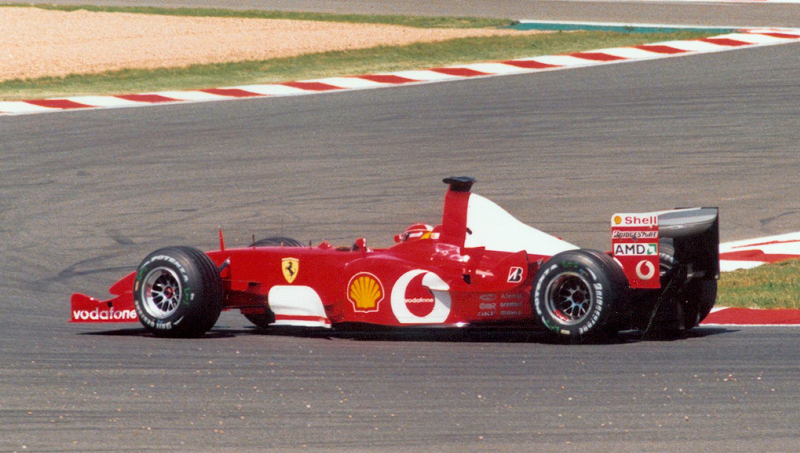
Schumacher la volanul monopostului F2002 în Marele Premiu al Franței din, cursa la care a câștigat titlul din 2002, stabilind recordul pentru cele mai puține curse pentru obținerea titlului.

Și în 2002, Schumacher și-a apărat cu succes campionatul piloților. Au existat însă unele controverse la Marele Premiu al Austriei. Coechipierul său, Rubens Barrichello, care era la conducere, a încetinit în ultimii metri ai cursei, la ordinele echipei, pentru a-i permite lui Schumacher să câștige cursa. Deși schimbarea de poziții nu a încălcat niciun regulament sportiv sau tehnic efectiv, i-a înfuriat pe fani și s-a susținut că acțiunile echipei au arătat o lipsă de sportivitate și de respect față de spectatori. Mulți au susținut că lui Schumacher nu trebuie să i se „ofere” victorii în doar cea de-a șasea cursă a sezonului, mai ales având în vedere că el a câștigat deja patru din cele cinci Mari Premii anterioare și că Barrichello a dominat weekendul de cursă până în acel moment. La ceremonia podiumului, Schumacher l-a împins pe Barrichello pe treapta de sus, și pentru această tulburare, echipa Ferrari a suportat o amendă de 1 milion de dolari. La Marele Premiu al Statelor Unite, mai târziu în acel an, Schumacher a întors favoarea oferindu-i lui Barrichello victoria cu a doua cea mai apropiată marjă din istoria Formulei 1, de 0,011 secunde pe linia de sosire. Explicația lui Schumacher a variat între faptul că el î-a „întors favoarea” pentru Austria și încercarea de a proiecta un final de formație - o ispravă luată în râs ca fiind aproape imposibilă într-un sport în care cronometrajele sunt luate la o miime de secundă. După sfârșitul sezonului, FIA a interzis „ordinele de echipă care interferează cu rezultatul cursei”, dar interdicția a fost ridicată pentru sezonul 2011, deoarece hotărârea a fost dificil de aplicat. Câștigând Campionatul Piloților, el a egalat recordul stabilit de Juan Manuel Fangio de cinci Campionate Mondiale. Ferrari a câștigat 15 din 17 curse, iar Schumacher a câștigat titlul cu șase curse rămase în sezon, care este în continuare cel mai devreme punct al sezonului când un pilot este încoronat campion mondial. Schumacher și-a doborât propriul record, împărtășit cu Nigel Mansell, de nouă curse câștigate într-un sezon, câștigând de 11 ori și terminând fiecare cursă pe podium. El a acumulat 144 de puncte, și a terminat cu un avantaj record de 67 de puncte în fața vicecampionului, colegul său de echipă Barrichello. Această pereche a terminat nouă dintre cele 17 curse pe primele două locuri.

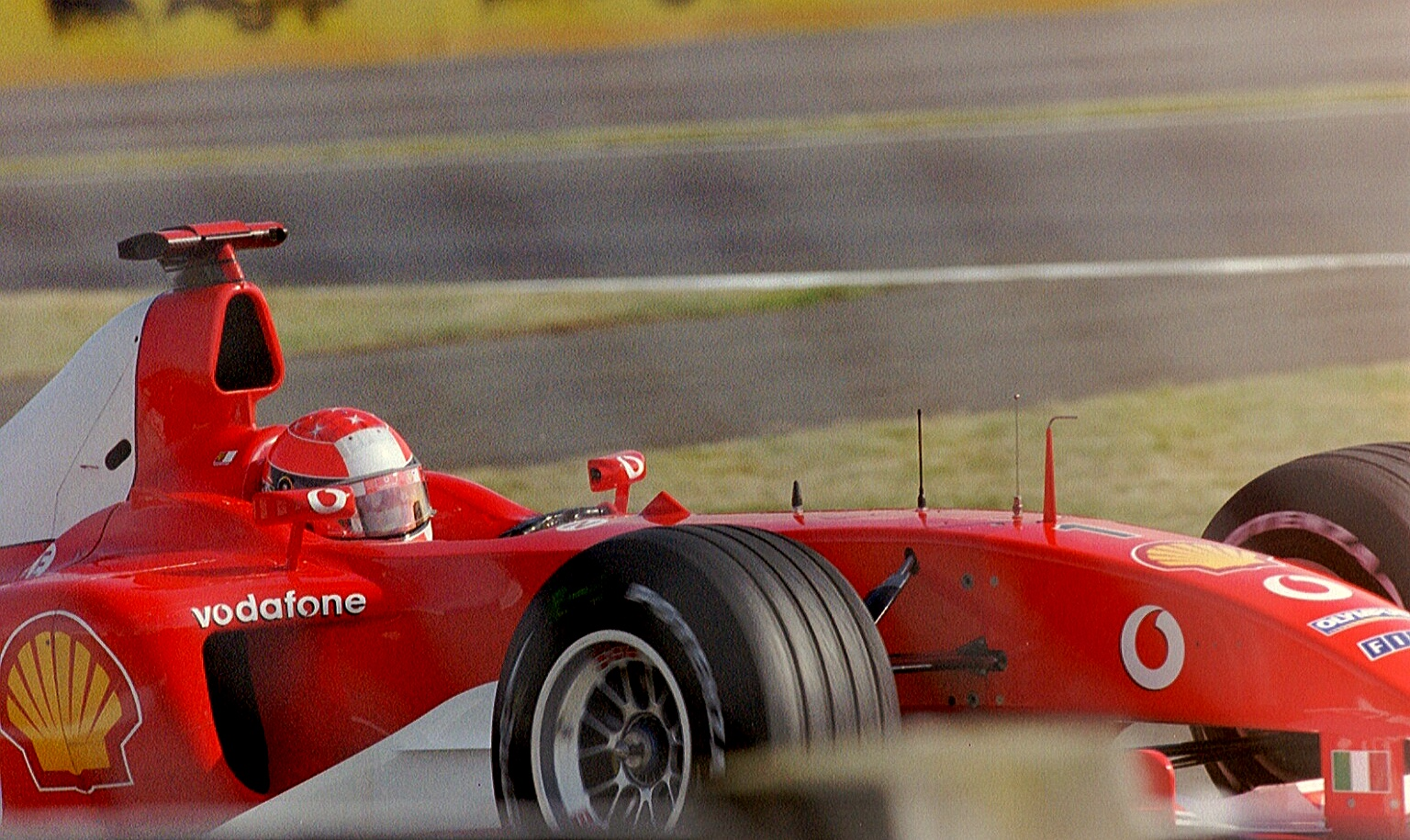
Schumacher în.

Înainte de începerea sezonului 2003, FIA a introdus noi reglementări și un nou sistem de puncte pentru a face campionatul mai deschis. Aceste schimbări au avut efect, iar dominarea Ferrari nu mai era atât de evidentă. Cea mai mare provocare a venit din partea echipelor McLaren-Mercedes și Williams-BMW. În prima cursă, Schumacher a ieșit în decor și a terminat pe locul 4, iar în următoarele două, a fost implicat în coliziuni. Aceste rezultate l-au dus la 16 puncte în spatele lui Kimi Räikkönen de la McLaren. Schumacher a câștigat Marele Premiu al statului San Marino — în ciuda decesului mamei sale Elisabeth cu doar câteva ore înainte de cursă — și următoarele două curse și s-a apropiat la două puncte de Räikkönen. Pe lângă victoria lui Schumacher din Canada și victoria lui Barrichello în Marea Britanie, mijlocul sezonului a fost dominat de piloții Williams, Ralf Schumacher și Juan Pablo Montoya, care au câștigat fiecare câte două curse. După Marele Premiu al Ungariei, clasamentul campionatului era următorul: Schumacher 72 de puncte, Montoya 71 de puncte și Räikkönen 70 de puncte, iar campionatului putea fi câștigat de oricine dintre cei trei. Înainte de urmn ătoarea cursă, FIA a anunțat modificări ale modului în care urmau să fie măsurate lățimile anvelopelor: acest lucru a forțat Michelin, furnizorul Williams și McLaren printre alții, să-și reproiecteze rapid anvelopele înainte de Marele Premiu al Italiei. Schumacher, rulând cu anvelope Bridgestone, a câștigat următoarele două curse. După ce Montoya a fost penalizat în Marele Premiu al Statelor Unite, doar Schumacher și Räikkönen au rămas în luptă pentru titlu. În runda finală, Marele Premiu al Japoniei, Schumacher avea nevoie de un singur punct, în timp ce Räikkönen trebuia să câștige. Terminând cursa pe locul opt, Schumacher a luat un punct și și-a asigurat al șaselea titlu mondial la piloți, încheind sezonul cu două puncte înaintea lui Räikkönen. După această realizare, Schumacher a doborât recordul lui Juan Manuel Fangio de 5 titluri mondiale.

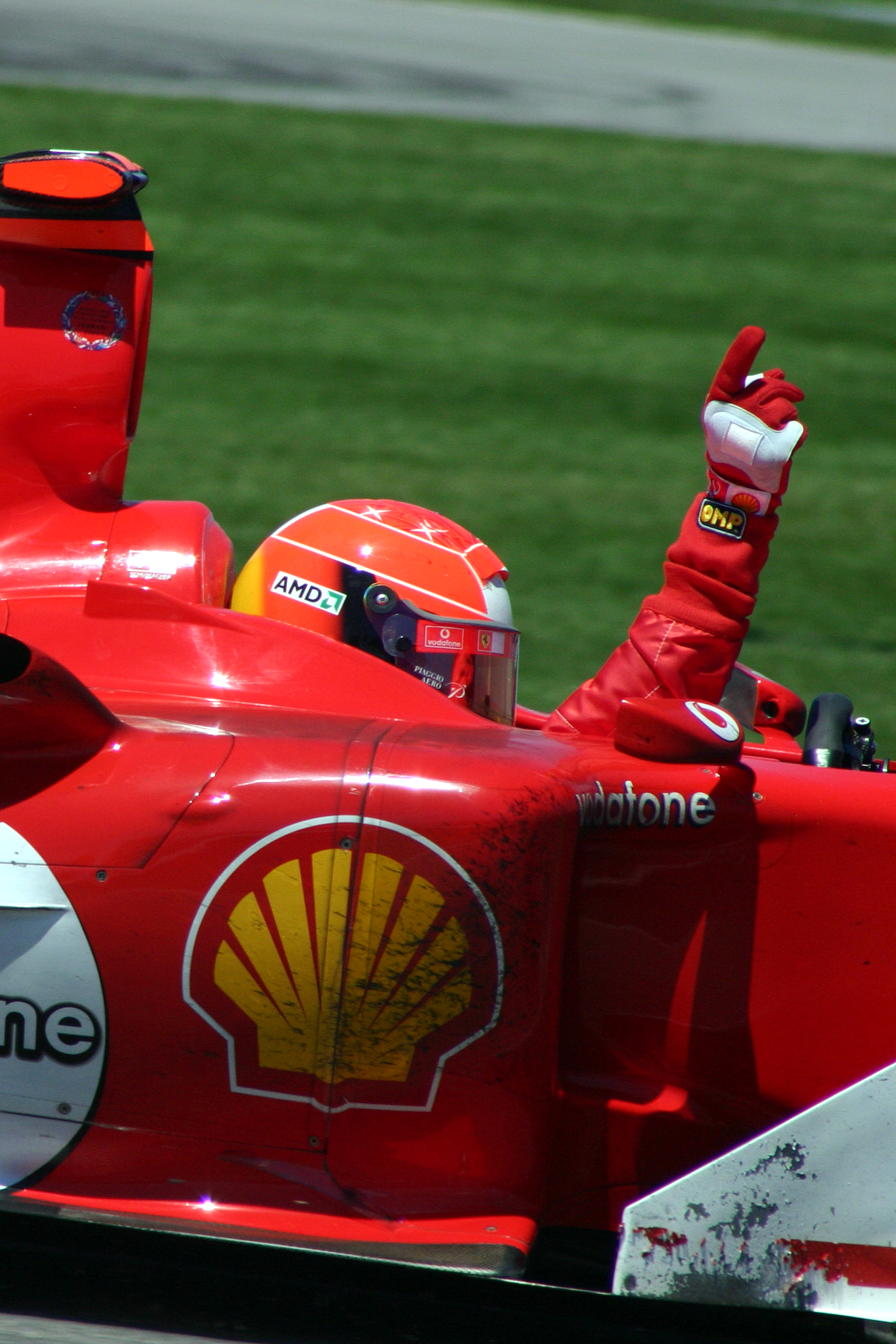
Schumacher celebrând victoria sa din.

Sezonul 2004 a fost copia la indigo a lui 2002, Schumacher reușind chiar mai multe victorii și mai multe puncte. El a obținut un record de 12 victorii din primele 13 curse ale sezonului, nereușind să termine doar la Monaco după un accident cu Montoya în timpul unei perioade de mașină de siguranță. Schumacher a câștigat al șaptelea titlu de piloți, un record absolut pentru sport, la Marele Premiu al Belgiei. El a încheiat sezonul cu 148 de puncte, din nou un record, cu 34 de puncte în fața vicecampionului Barrichello și a stabilit un nou record de 13 victorii din 18 posibile, depășind recordul său anterior de 11 victorii din sezonul 2002.

#### 2005-2006: Declin, renaștere și retragerea

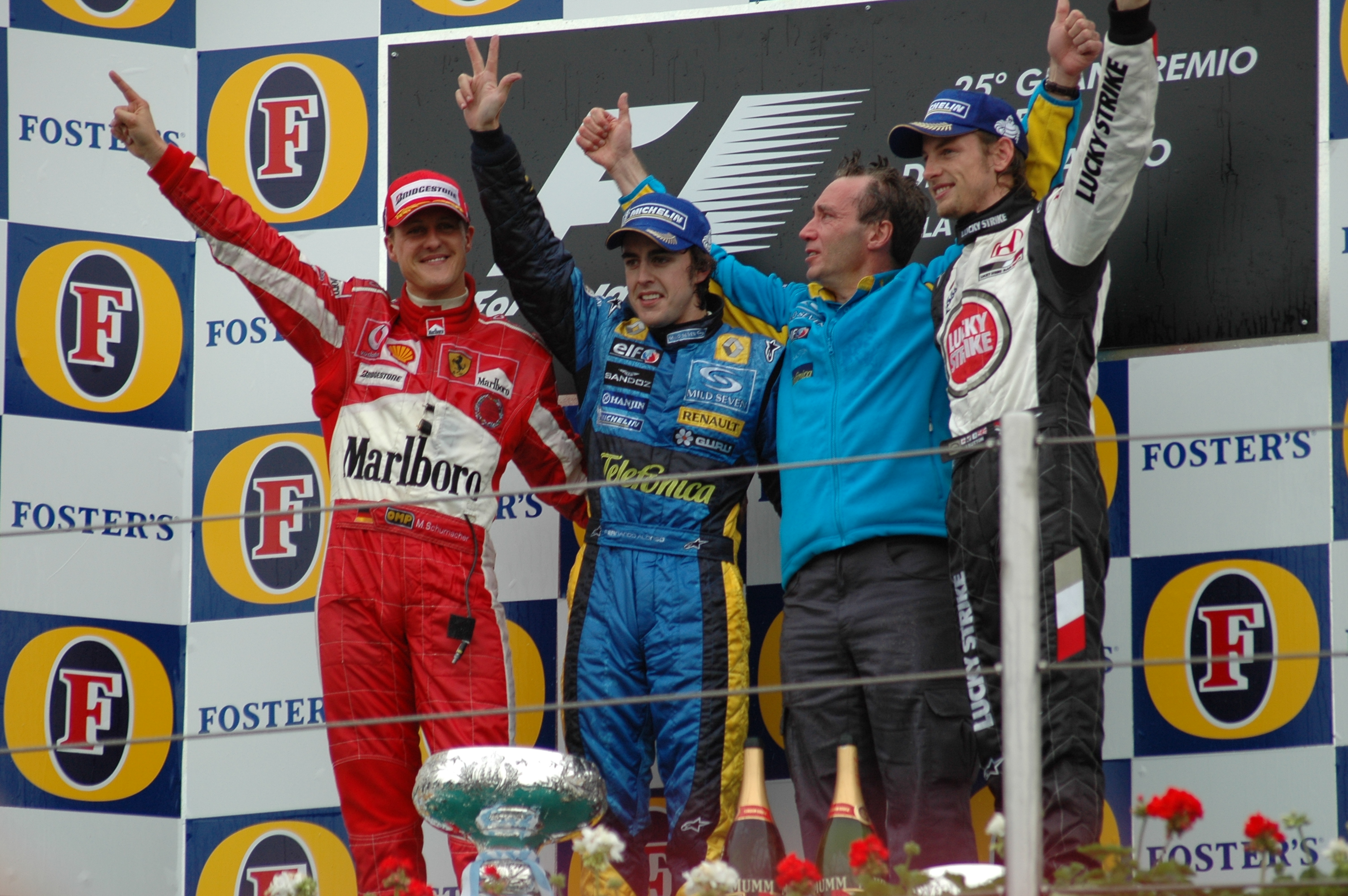
Podiumul cursei din Imola, cu Schumacher terminând pe locul 2.

Modificările asupra regulamentului pentru sezonul 2005 au impus ca anvelopele să reziste o cursă întreagă, înclinând avantajul general către echipele care foloseau pneuri Michelin în detrimentul echipelor precum Ferrari care se bazau pe anvelopele Bridgestone. Modificările au fost, de asemenea, și un efort de a reduce dominația Ferrari și de a face seria mai interesantă. Cel mai notabil moment al începutului de sezon pentru Schumacher a fost lupta sa cu Fernando Alonso de la Renault în San Marino, unde a început de pe locul 13 și a terminat la doar 0,2 secunde în spatele spaniolului. Aproape de jumătatea sezonului, Schumacher a declarat: „Nu cred că mă mai pot fi luat în considerare pentru această bătălie. Era ca și cum ai încerca să lupți cu o armă tocită. Dacă armele tale sunt slabe, nu ai nicio șansă.” Singura victorie a lui Schumacher în 2005 a venit la Marele Premiu al Statelor Unite. Înainte de această cursă, anvelopele Michelin s-au dovedit a avea probleme semnificative de siguranță. Când nu s-a putut ajunge la niciun compromis între echipe și FIA, toate, cu excepția celor trei echipe care foloseau anvelope Bridgestone, au renunțat la cursă după turul de formare, lăsând doar șase piloți pe grilă. Schumacher s-a retras în șase dintre cele 19 curse și a terminat sezonul pe locul trei cu 62 de puncte, mai puțin de jumătate din punctele campionului mondial Alonso.

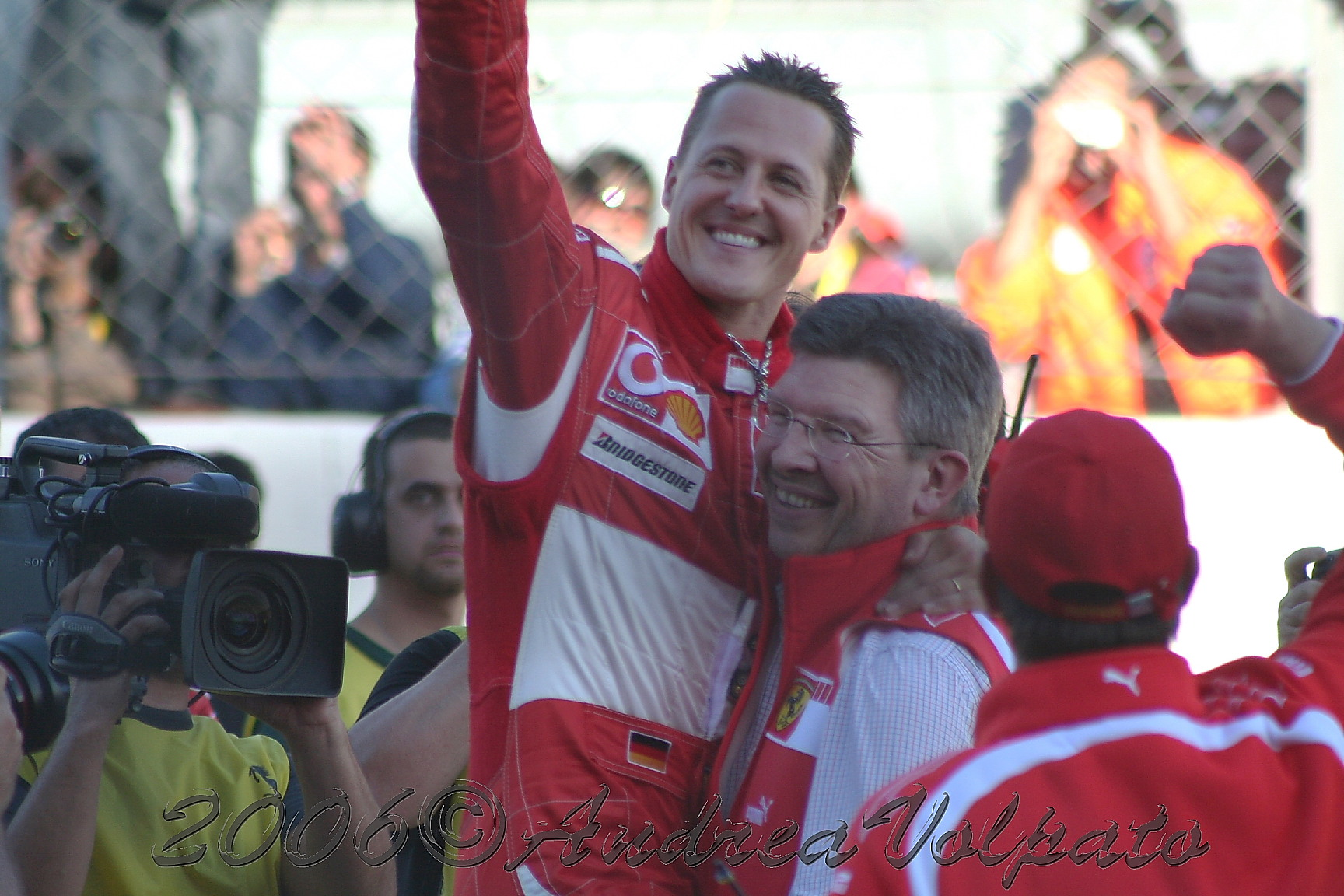
Schumacher alături de Ross Brawn în octombrie 2006.

Deși Ferrari și-a revenit în 2006, sezonul a luat o turnură asemănătoare celei din sezoanele 1997 și 1998. După trei curse, Schumacher avea doar 11 puncte și era deja la 17 puncte în spatele lui Alonso. A câștigat următoarele două curse; pole position-ul obținut la San Marino a fost cel de-al 66-lea din cariera sa, doborând recordul de 12 ani al lui Ayrton Senna. Schumacher a fost deposedat de pole position la Marele Premiu al Principatului Monaco și a început cursa în spatele grilei, după ce a fost considerat că și-a oprit intenționat mașina și a blocat o parte din circuit în timp ce Alonso se afla în turul său de calificare; a reușit totuși să urce pe locul cinci pe circuitul notoriu îngust de la Monaco. Până la Marele Premiu al Canadei, a noua cursă a sezonului, Schumacher era cu 25 de puncte în spatele lui Alonso, dar apoi a câștigat următoarele trei curse pentru a-și reduce dezavantajul la 11. După alte victorii în Italia și China, Schumacher a condus în clasamentul campionatului pentru prima dată în timpul sezonului. După victoria sa în Italia, Ferrari a emis un comunicat de presă în care afirmă că Schumacher se va retrage din curse la sfârșitul sezonului 2006, dar va continua să lucreze pentru echipă. Tifosi și presa italiană, care nu au acceptat întotdeauna personalitatea publică relativ rece al lui Schumacher, au arătat un răspuns afectuos după ce acesta și-a anunțat retragerea.

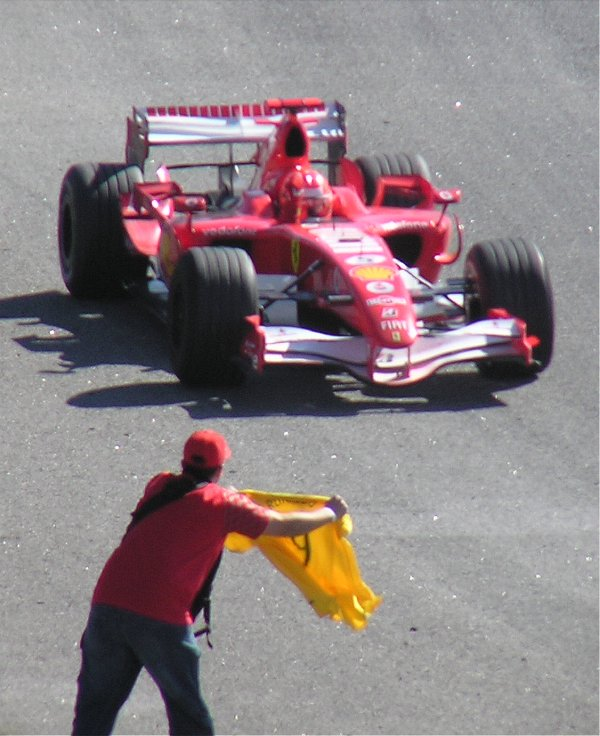
Schumacher după ultima cursă pentru Ferrari,.

Înainte de Marelui Premiu al Japoniei, penultima cursă a sezonului, Schumacher și Alonso erau la egalitate de puncte în clasament, 116. Schumacher era la conducerea cursei din Japonia când, cu doar 16 tururi înainte de final, mașina sa a suferit o defecțiune a motorului pentru prima dată de la Marele Premiu al Franței din 2000, oferindu-i victoria lui Alonso. Acest lucru l-a propulsat pe Alonso la 10 puncte în fața lui Schumacher în campionatul mondial și doar o minune îi mai putea oferi titlul lui Schumacher; acesta trebuia să câștige ultima cursă din Brazilia iar Alonso să nu puncteze. În timpul ceremoniilor de dinaintea cursei din Brazilia, fostul jucător de fotbal Pelé i-a oferit un trofeu lui Schumacher pentru realizările sale în Formula 1. O problemă de presiune a combustibilului l-a împiedicat pe Schumacher să parcurgă un singur tur în timpul celei de-a treia sesiune de calificări, forțându-l să înceapă cursa pe poziția a zecea. La începutul cursei, Schumacher a urcat pe locul șase, dar a suferit o pană cauzată de aripa din față a Renault-ului lui Giancarlo Fisichella. Schumacher a căzut pe locul 19, la 70 de secunde în spatele coechipierului și liderul cursei, Felipe Massa. Schumacher și-a revenit și l-a depășit atât pe Fisichella, cât și pe Räikkönen pentru a-și asigura locul al patrulea. Performanța sa a fost clasificată în presă drept „eroică”, un „pilotaj cu totul uluitor” și o „performanță care... rezumă cariera lui”.

#### 2007-2009: Noi roluri la Ferrari

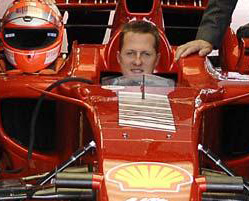
Schumacher testând monopostul Ferrari F2007 în.

În timpul sezonului 2007, Schumacher a acționat în calitate de consilier al Ferrari și „super asistent” al lui Jean Todt. De asemenea, Schumacher a ajutat Ferrari cu programul lor de dezvoltare pe circuitul Jerez. El s-a concentrat pe testarea electronicelor și a anvelopelor pentru sezonul de Formula 1 din 2008. În 2008, Schumacher a concurat și în cursele de motociclete din seria IDM Superbike, dar a declarat că nu avea intenția de a avea o a doua carieră competitivă în acest sport. La Marele Premiu al Ungariei din 2009, Felipe Massa de la Ferrari a fost grav rănit după ce a fost lovit de un arc de suspensie în timpul calificărilor. Ferrari a anunțat că intenționează să-l readucă pe Schumacher pentru Marele Premiu al Europei și cele ulterioare, până când Massa va putea să concureze din nou. Schumacher a testat un Ferrari F2007 modificat pentru a se pregăti, deoarece nu a putut testa mașina din 2009 din cauza restricțiilor de testare. Ferrari a făcut apel pentru permisiunea specială pentru ca Schumacher să testeze într-o mașină cu specificații din 2009, dar Williams, Red Bull și Toro Rosso au fost împotriva acestui test. În cele din urmă, Schumacher a fost forțat să-și anuleze întoarcerea din cauza severității rănii la gât pe care a suferit-o într-un accident de motocicletă la începutul anului. Locul lui Massa a fost ocupat în schimb de Luca Badoer și, mai târziu, de Giancarlo Fisichella.

### Mercedes (2010-2012)

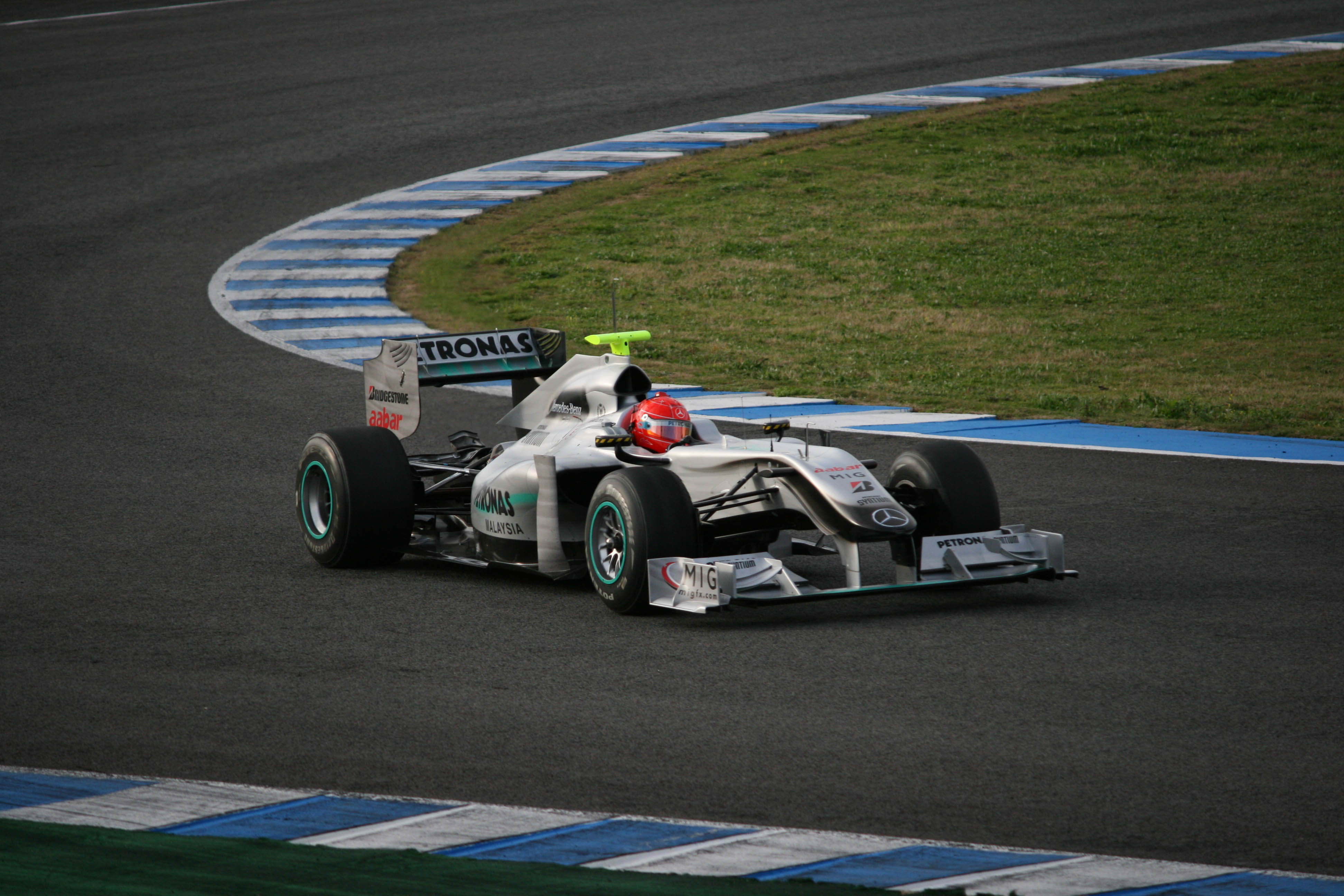
Schumacher în testele de presezon de la Jerez din februarie 2010.

În decembrie 2009, Schumacher și-a anunțat întoarcerea în Formula 1 pentru sezonul 2010 alături de conaționalul său, Nico Rosberg, în noua echipă Mercedes GP. Mercedes-Benz s-a întors în acest sport în calitate de constructor pentru prima dată din 1955. Schumacher a declarat că pregătirile sale pentru a-l înlocui pe accidentatul Massa au inițiat un interes reînnoit pentru Formula 1 care, combinat cu oportunitatea de a-și îndeplini o ambiție de mult timp de a conduce pentru Mercedes și să lucreze din nou cu directorul echipei Ross Brawn, l-au determinat pe Schumacher să accepte oferta odată ce a fost declarat apt din punct de vedere fizic. Schumacher a semnat un contract pe trei ani, în valoare de 20 de milioane de lire sterline. El a împlinit 41 de ani în 2010, iar perspectivele sale cu Mercedes au fost comparate cu Juan Manuel Fangio, cel mai bătrân campion al Formulei 1, care avea 46 de ani când a câștigat al cincilea său titlu.

#### 2010: Întoarcerea în Formula 1

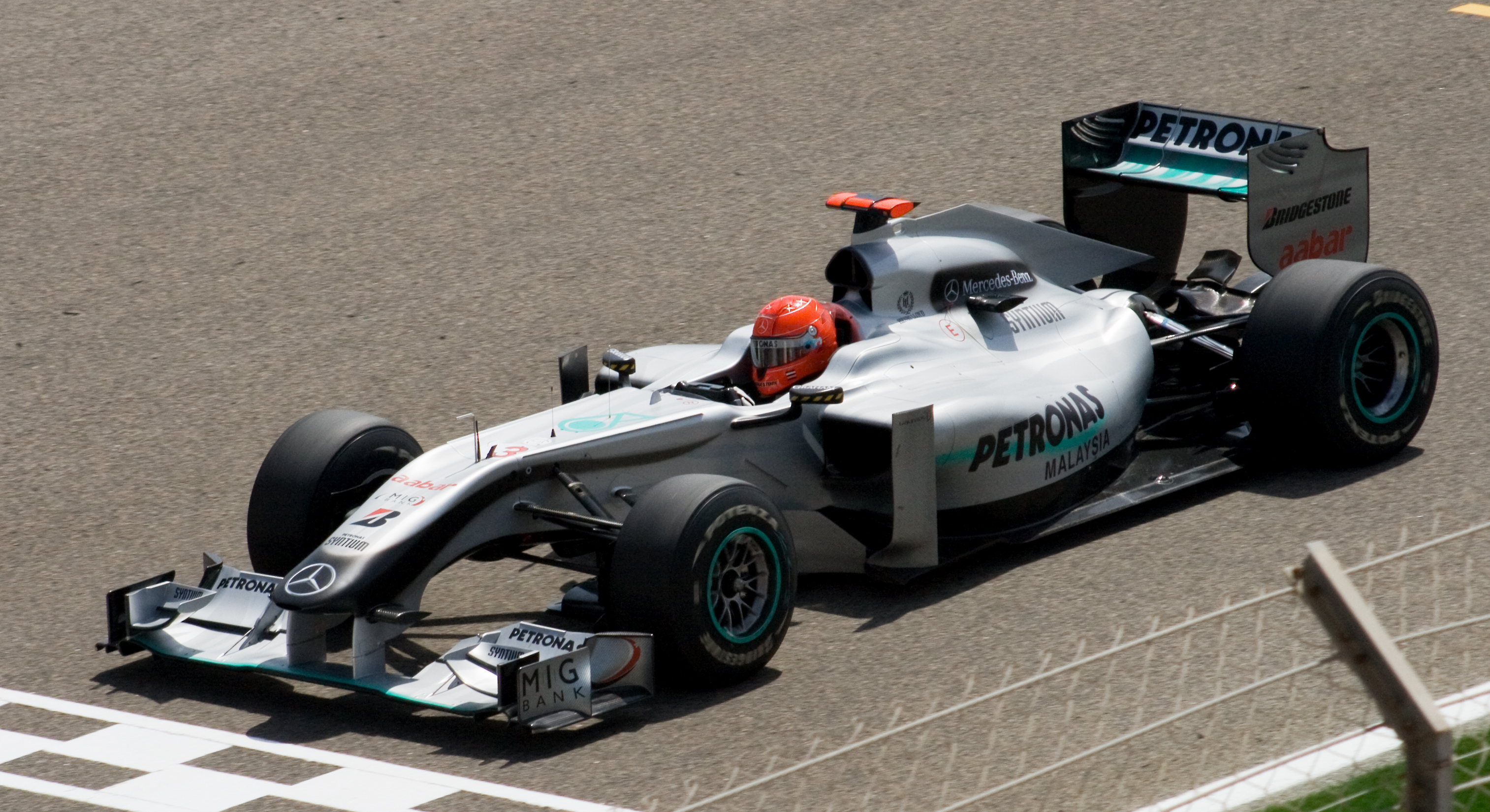
La trei ani și aproape patru luni de la ultima cursă, Schumacher concura din nou într-un Mare Premiu de Formula 1,.

Schumacher a terminat pe locul șase în prima cursă a sezonului la Marele Premiu al Bahrainului. El a terminat în spatele coechipierului Rosberg în fiecare dintre primele patru sesiuni de calificare și curse; fostul pilot Stirling Moss a sugerat că Schumacher ar putea fi „depășit”. Câțiva alți foști piloți de Formula 1 au gândit altfel, inclusiv fostul rival Damon Hill, care a avertizat „nu ar trebui să-l scoateți niciodată pe Schumacher din calcul”. GrandPrix.com a identificat subvirarea inerentă a mașinii Mercedes, exacerbată de anvelopele față mai înguste introduse pentru sezonul 2010, ca fiind un factor pentru dificultățile lui Schumacher. Jenson Button avea să susțină mai târziu că mașina Mercedes a fost concepută pentru el, întrucât el a condus inițial pentru echipă, și că stilurile lor diferite de condus ar fi putut contribui la dificultățile lui Schumacher.

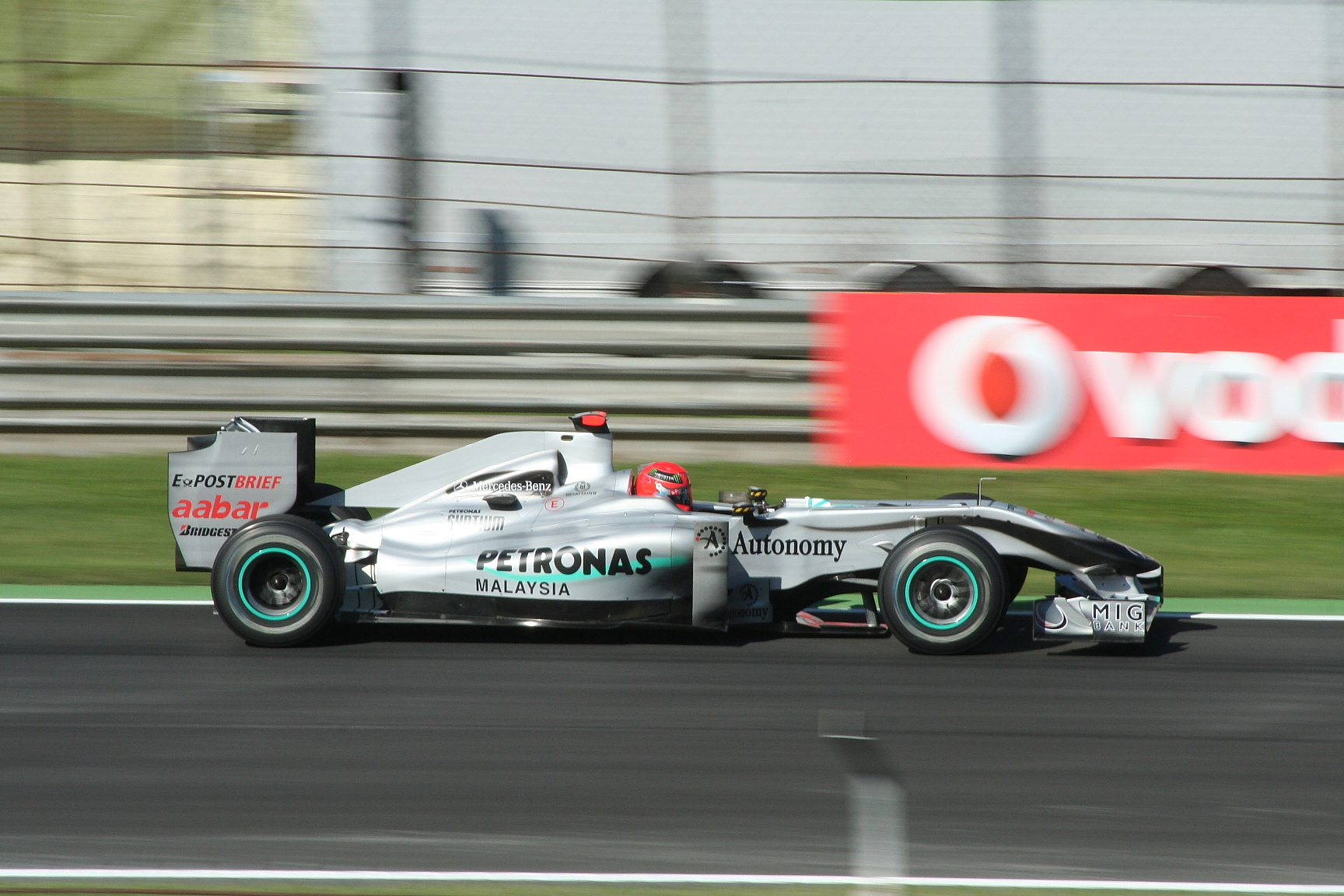
Schumacher în.

Totuși, Mercedes și-a îmbunătățit mașina pentru Marele Premiu al Spaniei, unde Schumacher a terminat pe locul patru. La Marele Premiu al Principatului Monaco, Schumacher a terminat pe locul șase după ce l-a depășit pe Fernando Alonso de la Ferrari în virajul final înainte de linia de sosire, când mașina de siguranță a revenit la boxe. Mercedes a susținut că „combinația dintre mesajele de control al cursei „Mașina de siguranță în acest tur”, „Pistă liberă” și steagurile și luminile verzi afișate de comisari după prima linie a mașinii de siguranță au indicat că cursa nu se termina sub mașina de siguranță și toți piloții erau liberi să concureze.” Cu toate acestea, o investigație FIA l-a găsit pe Schumacher vinovat de încălcarea reglementărilor privind mașinile de siguranță și i-a acordat o penalizare de 20 de secunde, retrogradânu-l pe locul 12. În Turcia, Schumacher s-a calificat pe locul cinci și a terminat pe locul patru în cursă, ambele cele mai bune rezultate ale sale de la întoarcere. La Marele Premiu al Europei de la Valencia, Schumacher a terminat pe locul 15, cea mai slabă clasare înregistrată din cariera sa. În Ungaria, Barrichello a încercat să treacă pe Schumacher pe interiorul dreptei principale. Schumacher a închis linia interioară pentru a-l forța pe Barrichello spre exterior, dar Barrichello a persistat în interior la 290 km/h în ciuda distanței foarte apropiate de un zid de beton. Schumacher a fost găsit vinovat de conducere periculoasă și a fost retrogradat cu zece locuri pe grilă pentru următoarea cursă, Marele Premiu al Belgiei, unde a terminat pe locul 7, în ciuda faptului că a început de pe locul 21 după penalizarea pe grilă. În cursa finală a sezonului din Abu Dhabi, Schumacher a fost implicat într-un accident major în primul tur, după ce mașina lui Vitantonio Liuzzi a intrat în coliziune cu cea a lui Schumacher, ratându-i de puțin capul. Schumacher a încheiat sezonul pe locul nouă, cu 72 de puncte acumulate. Pentru prima dată din 1991, Schumacher a terminat un an fără victorie, pole position, podium sau cel mai rapid tur.

#### 2011: Cel mai bătrân pilot de pe grilă

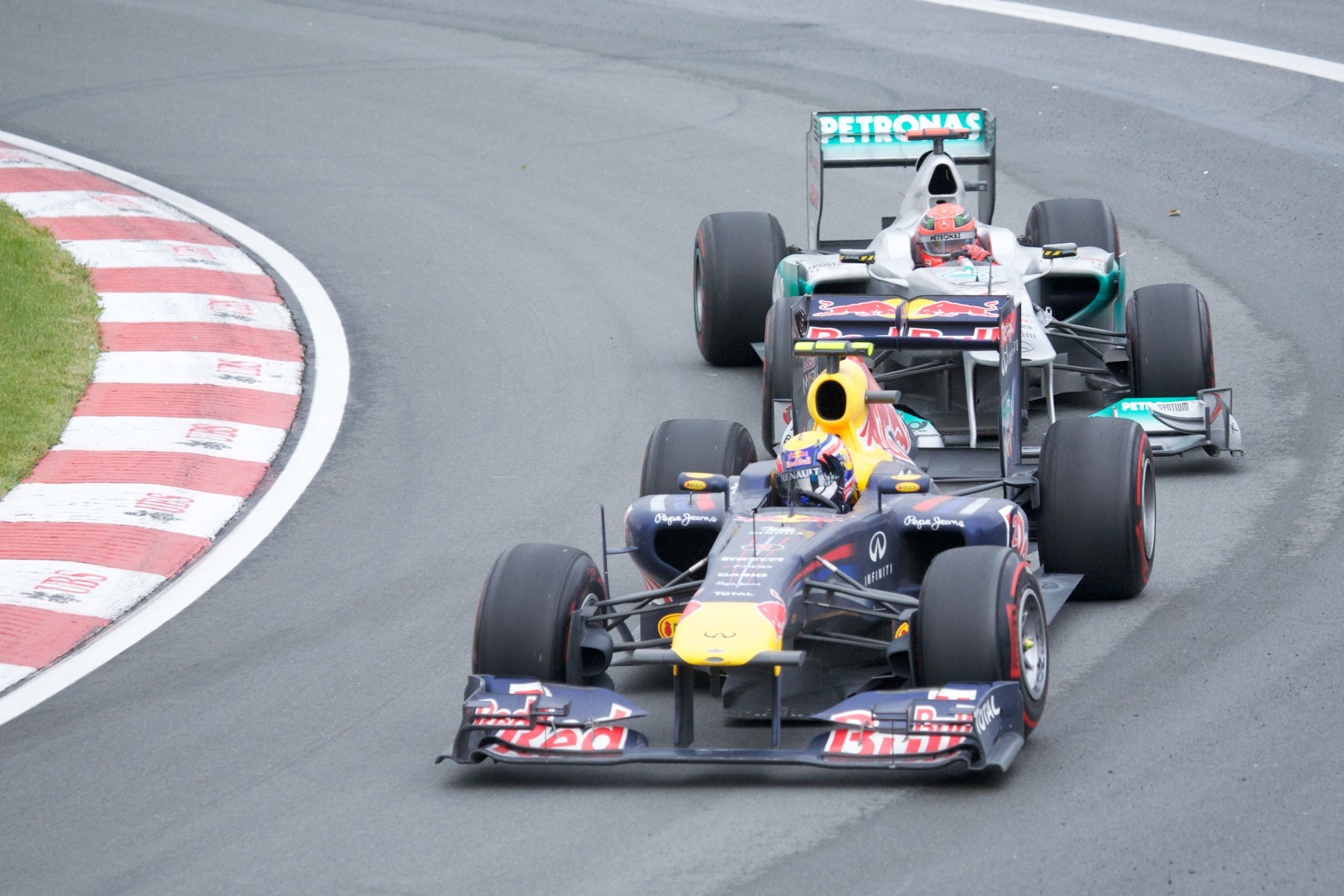
În, Schumacher s-a aflat pe locul 2 în tururile de final, înainte de a fi depășit de Jenson Button și Mark Webber (în imagine) pentru a termina pe locul 4.

Primele puncte ale lui Schumacher din 2011 au fost marcate în Malaezia, a doua cursă a sezonului, acolo unde a terminat pe locul nouă, după ce se retrăsese din prima cursă din Australia. El a marcat trei puncte în primele șase curse, și a obținut cea mai bună poziție de start a sezonului la Marele Premiu al Principatului Monaco, cu o calificare pe locul cinci. La următorul Marele Premiu al Canadei, cu 19 tururi înainte de sfârșitul cursei, Schumacher i-a depășit pe Kamui Kobayashi și Massa într-un viraj și a fost pe locul doi în cursă. Cu patru tururi înainte de final, însă, nu a reușit să se apere de pe piloții mai rapizi Button și Mark Webber din spatele lui și a terminat cursa pe locul al patrulea, care a fost cea mai bună a sezonului pentru el și al echipei sale până în acel moment. În Belgia, Schumacher și-a sărbătorit cea de-a 20-a aniversare în Formula 1. În ciuda faptului că a început de pe ultima poziție în Belgia, Schumacher a terminat pe locul cinci. La Marele Premiu al Italiei care a urmat, Schumacher s-a duelat cu Lewis Hamilton, pe care l-a ținut în spatele său multă vreme, dar a fost depășit și a obținut încă un loc cinci. Marele Premiu al Japoniei l-a văzut pe Schumacher să conducă cursa trei tururi, marcând pentru prima dată când a condus o cursă din 2006 încoace. Făcând acest lucru, a devenit cel mai bătrân pilot care a condus o cursă de la Jack Brabham în 1970. A încheiat sezonul pe locul opt în campionatul mondial. Pe plan intern a pierdut în fața lui Rosberg cu 76 la 89 de puncte.

#### 2012: Ultimul sezon în Formula 1

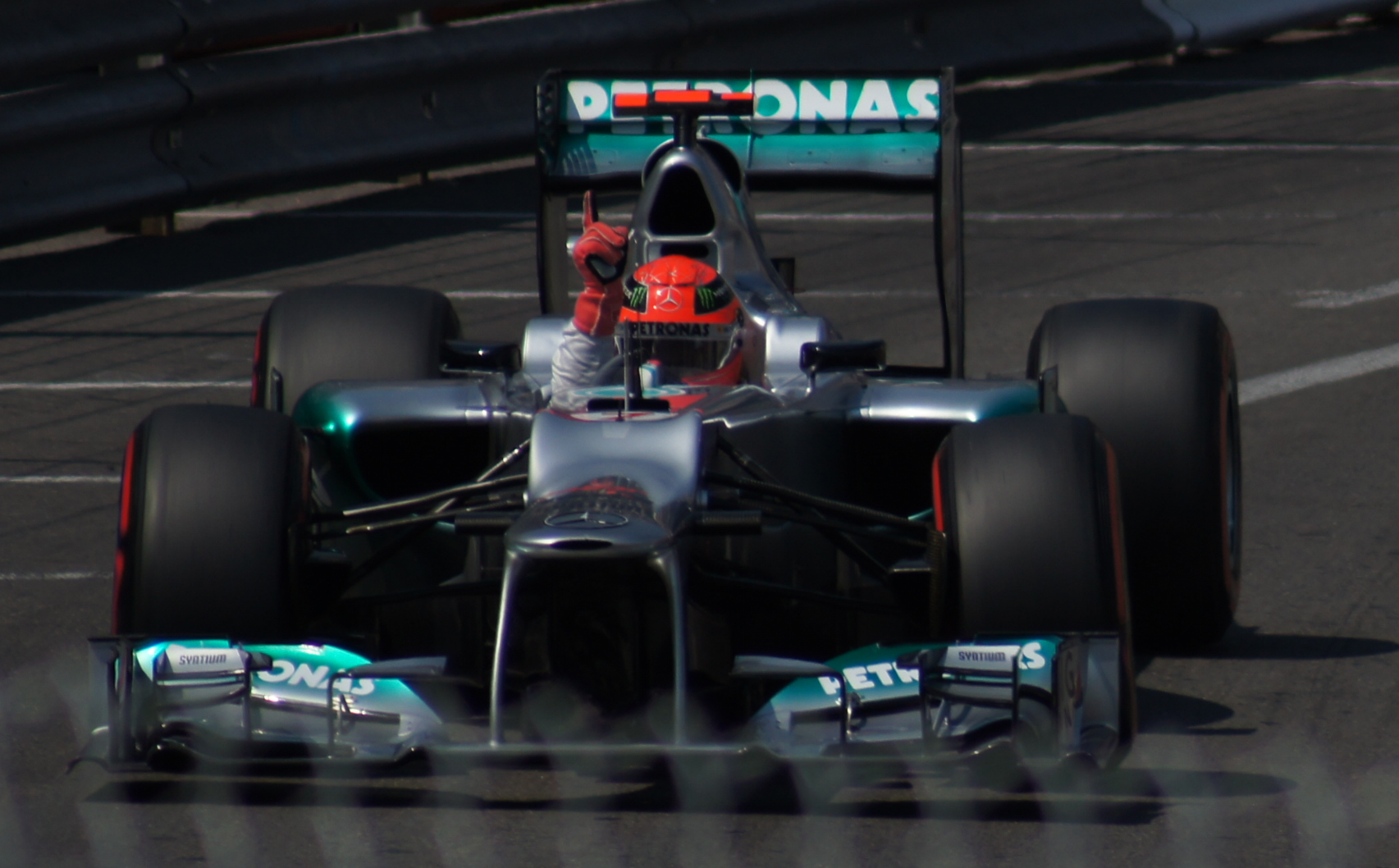
Schumacher celebrând pole position-ul „fantomă” obținut în.

În 2012, Schumacher și-a disputat al treilea sezon pentru Mercedes alături de Rosberg. În cursa de deschidere a sezonului din Australia, s-a retras din cauza unor probleme tehnice când se afla pe locul trei. La următorul Mare Premiu din Malaezia, el a calificat mașina pe locul trei. După o coliziune în primul tur, a pierdut câteva poziții și a terminat în cele din urmă pe locul zece. În a treia cursă, Marele Premiu al Chinei, Schumacher a plecat de pe locul al doilea pe grilă, pentru prima dată cu un Mercedes din primul rând al grilei. S-a retras din cursă după ce o roată nu a fost fixată corespunzător în timpul primei opriri la boxe. La Marele Premiu al Spaniei, Schumacher s-a ciocnit cu Bruno Senna în fața sa. Ambii piloți s-au retras din cursă. Comisarii de cursă l-au penalizat pe Schumacher după cursă pentru că a provocat coliziunea, acordându-i acestuia cinci locuri pe grila de start pentru următoarea cursă. La acest eveniment, Marele Premiu al Principatului Monaco, Schumacher a realizat cel mai rapid tur din ultimul segment de calificare. Din cauza penalizării, însă, a început cursa doar de pe locul șase. Acesta ar fi fost al 69-lea pole position al carierei sale și primul de la Marele Premiu al Franței din 2006 încoace. În cursă, acesta s-a retras cu probleme tehnice după ce a fost pe locul șapte mult timp.

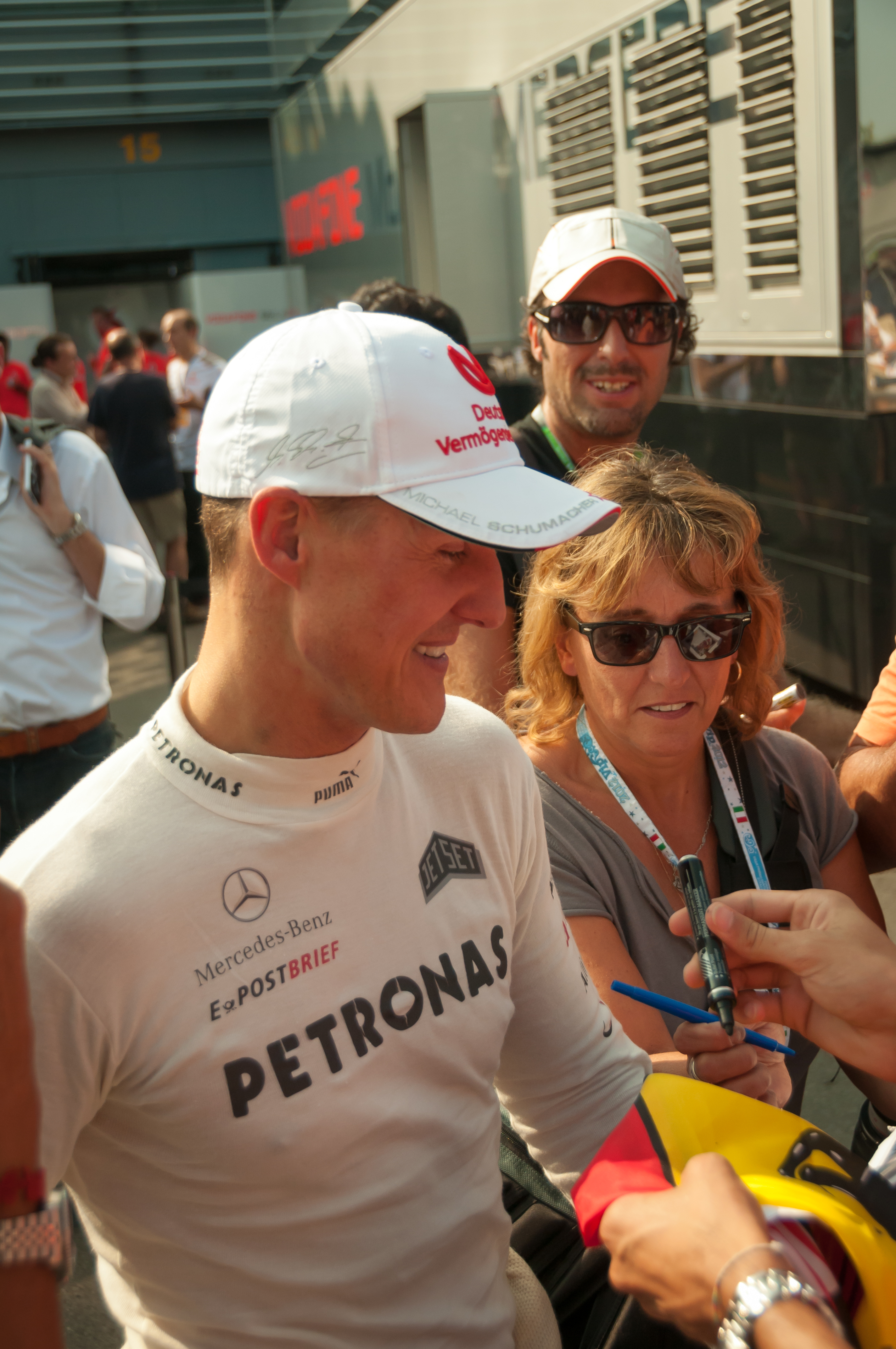
Schumacher semnând autografe după.

La Marele Premiu al Europei, după ce a început cursa de pe locul 8, a început să recupereze din urmă în fazele finale și a terminat pe locul trei. A fost singurul său podium pentru Mercedes și, de asemenea, singurul podium după revenirea sa în Formula 1. La 43 de ani și 173 de zile, a devenit cel mai bătrân pilot care a obținut un podium de la locul doi al lui Jack Brabham în Marele Premiu al Marii Britanii din 1970. În Germania, Schumacher a stabilit cel mai rapid tur pentru a 77-a oară în carieră, iar în Belgia a devenit al doilea pilot din istorie care concurează în 300 de Mari Premii. La Marele Premiu al statului Singapore, Schumacher a produs o coliziune atunci când a intrat în spatele lui Jean-Éric Vergne, scoțându-se pe sine și pe Vergne din cursă. După cursă, comisarii de cursă i-au impus o penalizare de zece poziții pentru cursa următoare.
Indecizia lui Schumacher cu privire la planurile sale de viitor l-a făcut să fie înlocuit de Lewis Hamilton la Mercedes pentru sezonul 2013. La o săptămână după Marele Premiu al statului Singapore, Schumacher și-a anunțat definitiv retragerea ca pilot de curse activ la sfârșitul sezonului, afirmând: „Au fost momente în ultimele luni în care nu am vrut să mai am de-a face cu Formula 1 sau să mă pregătesc pentru următorul Mare Premiu.” Schumacher a terminat ultima sa cursă de Formula 1 în Brazilia cu o clasare pe locul șapte. El a încheiat ultimul său sezon pe locul 13 în Campionatul Mondial.

## Profilul de pilot și impactul asupra sportului

### Profil
„Nimeni nu va fi vreodată mai mare decât Schumi. Michael a modelat o generație ca nimeni altul, el este emblematic.” 

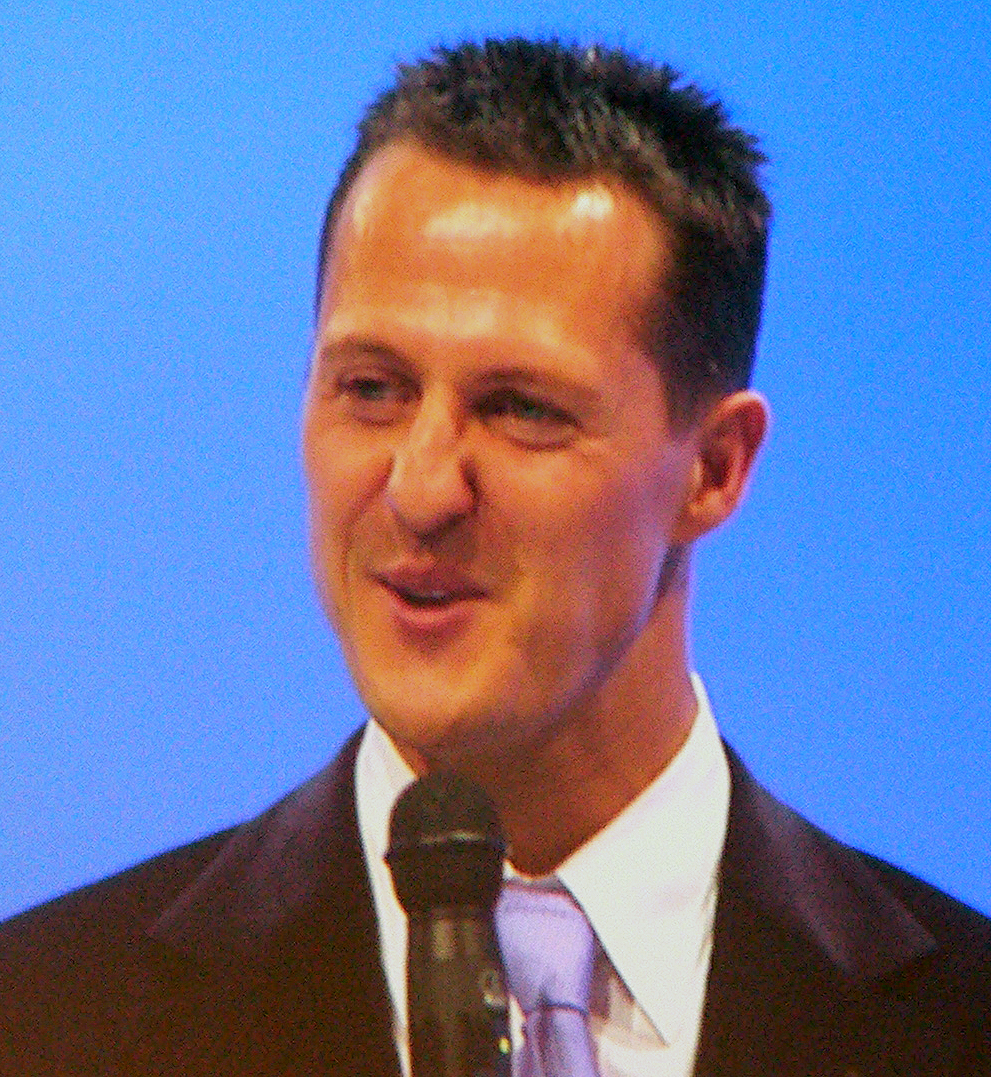
Schumacher în 2007, la un an după prima sa retragere. Până în acel moment, el deținuse majoritatea recordurilor din Formula 1.

De-a lungul carierei sale, Schumacher a fost remarcat pentru viteza și abilitățile sale în curse, precum și pentru capacitatea sa de a produce tururi rapide în momente cruciale ale unei curse și de a-și împinge mașina la limită pentru perioade îndelungate. De asemenea, a fost remarcat pentru etica sa de muncă, pentru regimul său de fitness și pentru capacitatea de a stimula echipele din jurul său.  În 2004, revista Slate l-a descris pe Schumacher ca fiind „mașinăria de condus supremă” și „cel mai dominant atlet din lume”, datorită faptului că a devenit „mai rapid, mai puternic și mai în formă decât concurenții, muncind mai mult decât ei în sala de forță”. Revista a afirmat, de asemenea, că Schumacher a schimbat sportul, deoarece a stabilit un nou punct de referință pentru alți piloți și a construit echipa și tehnologiile în jurul său. Schumacher făcea exerciții fizice patru ore pe zi, mai ales pentru a-și întări mușchii gâtului pentru a rezista mai bine forțelor G în timpul curselor. După sesiunea de forță, se ducea adesea pe pista de curse pentru teste. În 2003, Deutsche Welle a subliniat „talentul natural” al lui Schumacher pentru curse și „disciplina și leadership-ul” său. În 2023, fostul rival din Formula 1 Giancarlo Fisichella a observat că Schumacher „nici măcar nu părea să fi transpirat” în timpul curselor, adăugând că Schumacher este cel mai mare pilot de Formula 1 din toate timpurile și „a rescris istoria Formulei 1”.
În 2003, revista F1 Racing a analizat stilul de conducere al lui Schumacher folosind date telemetrice. S-a observat că Schumacher era foarte sensibil și flexibil la accelerație și frânare. În comparație cu coechipierul său de la Ferrari, Rubens Barrichello, care deseori fie frâna, fie accelera într-un viraj, Schumacher de obicei frâna mai târziu într-un viraj și își stabiliza mașina accelerând ușor, folosind deseori pedalele de frână și de accelerație în același timp. La ieșirea dintr-un viraj, Schumacher accelera considerabil și își echilibra mașina frânând ușor. Martin Brundle spunea că a fost uimit când a văzut telemetria lui Schumacher, care arăta că acesta a luat primul viraj cu accelerația la maximum pe circuitul de la Suzuka. Datorită stilului său de conducere, Schumacher a mers, de asemenea, cu 25 km/h mai repede în virajul în ac de păr de la Suzuka în comparație cu Barrichello, care a pierdut 0,3 secunde în fața lui Schumacher în acest viraj. S-a observat, de asemenea, că atunci când era necesar, cum ar fi atunci când frânele începeau să se supraîncălzească, Schumacher își adapta stilul de conducere pentru a proteja frânele.
Autorul Christopher Hilton de la Motor Sport a observat că „o măsură a capacităților unui pilot este performanța sa în cursele pe ploaie, deoarece este nevoie de cel mai delicat control al mașinii și de sensibilitate” și a comentat că, la fel ca alți mari piloți, palmaresul lui Schumacher în condiții de ploaie arată foarte puține greșeli; până la sfârșitul anului 2003, Schumacher a câștigat 17 din cele 30 de curse în condiții de ploaie pe care le-a disputat. Unele dintre cele mai bune performanțe ale lui Schumacher au avut loc în astfel de condiții, ceea ce i-a adus poreclele Regenkönig („Regele ploii”), sau Regenmeister („Maestrul ploii”), chiar și în presa care nu este de limbă germană. El mai este cunoscut ca „Baronul Roșu” datorită Ferrari-ului său roșu și cu referire la germanul Manfred von Richthofen, celebrul as al aviației din Primul Război Mondial. Printre poreclele lui Schumacher se mai numără „Schumi”, „Schuey”, și „Schu”.
Schumacher a fost remarcat pentru faptul că și-a învins toți coechipierii în timpul carierei sale în Formula 1, cu excepția: sezonului său de debut, care nu a fost complet, împotriva triplului campion mondial Nelson Piquet; vicecampionului mondial din 1999, Eddie Irvine, din cauza faptului că a lipsit șase curse după o accidentare la picior; și viitorului campion mondial din 2016, Nico Rosberg, când avea 40 de ani. Schumacher a fost, de asemenea, remarcat pentru capacitatea sa de a rula la maxim în fiecare tur, câștigând semnificativ mai multe curse decât a avut fie pole position-uri, fie cele mai rapide tururi. Pe lângă faptul că a dominat Campionatele Mondiale din 1995, 2001, 2002 și 2004 (2002 și 2004 fiind singurii ani în care a condus clar cea mai rapidă mașină, Barrichello fiind al doilea în ambii ani), a câștigat sezonul extrem de competitiv din 2003 și a câștigat (de trei ori) sau a ratat la limită (de două ori) Campionatele Mondiale în ciuda faptului că a condus o mașină inferioară (1994, 1995, 1997, 1998 și 2000) și ar fi câștigat în 1999 dacă nu ar fi fost accidentat, deoarece diferența de performanță de la McLaren a fost mult mai mică decât în 1998. De la moartea lui Ayrton Senna în 1994, Schumacher a fost considerat în general cel mai rapid pilot din Formula 1 și cel mai dominant pilot din generația sa. Pe parcursul carierei sale lungi, Schumacher a fost, de asemenea, implicat în mai multe controverse, cele mai notabile fiind finalele sezoanelor 1994 și 1997 ale Campionatului Mondial și calificările de la Monaco din 2006. Aceste episoade au fost văzute ca un rezultat al mentalității lui Schumacher de a dori să câștige cu orice preț. În 2020, Martin Brundle a comentat: „Constituția unui campion este una cu o astfel de încredere în sine interioară care, ocazional, se manifestă sub formă de defecte. Majoritatea marilor sportivi pe care i-am întâlnit se forțează înainte pentru că sunt mereu nemulțumiți. Dar uitați-vă la ceea ce a realizat Michael, la viteza cu care a realizat-o și la ceea ce a realizat la două echipe diferite. Este atât de greu să ajungi în Formula 1, să rămâi în ea, să obții podiumuri și să câștigi curse. Iar acel tip a câștigat 91 dintre ele, unele dintre ele într-o clasă de unul singur.”
Într-un sondaj FIA din 2006, Schumacher a fost votat drept cel mai popular pilot al sezonului printre fanii Formulei 1. Cu toate acestea, Schumacher a fost supus prejudecăților antigermane de-a lungul carierei sale, în special din partea presei britanice. Despre coliziunea sa cu Schumacher în 1994, pilotul britanic Damon Hill a scris: „Există două lucruri care îl deosebesc pe Michael de restul piloților din Formula 1 - talentul său pur și atitudinea sa. Sunt plin de admirație pentru primul, dar al doilea mă lasă rece." Pe lângă Hill, Schumacher a mai avut rivalități cu Mika Häkkinen, pe care l-a învins pentru primul său Campionat Mondial la Ferrari și primul Campionat al Piloților al echipei din sezonul 1979, și Fernando Alonso, care a pus capăt celor cinci titluri consecutive ale lui Schumacher în anii 2000. În ciuda faptului că s-a confruntat cu el doar în timpul scurtei reveniri a lui Schumacher în anii 2010, Lewis Hamilton este, de asemenea, considerat un rival datorită realizărilor și stilurilor lor de conducere similare și l-a citat pe Schumacher ca sursă de inspirație.

### Casca de protecție
Schumacher, în colaborare cu Schuberth, a contribuit la dezvoltarea primei căști ușoare din polimer armat cu fibre de carbon. În 2004, un prototip a fost testat public, fiind călcat de un tanc; a supraviețuit intact. Casca menținea pilotul rece prin canalizarea fluxului de aer direcționat prin cincizeci de găuri. Casca originală a lui Schumacher purta culorile steagului german și autocolantele sponsorului său. În partea de sus era un cerc albastru cu astroide albe. Începând cu Marele Premiu al Principatului Monaco din 2000, pentru a-și diferenția culorile de cele ale noului său coechipier Rubens Barrichello - a cărui cască era predominant albă cu un cerc albastru în partea de sus și o elipsă roșie în jurul vizierei - Schumacher a schimbat culoarea albastră superioară și unele dintre zonele albe în roșu. Pentru Marele Premiu al Braziliei din 2006, el a purtat o cască complet roșie care includea numele celor nouăzeci și una de victorii ale sale în Formula 1. La Marele Premiu al Belgiei din 2011, la cea de-a 20-a aniversare a lui Schumacher în Formula 1, el a purtat o cască comemorativă cu foiță de aur, care includea anul debutului său și sezoanele celor șapte titluri de pilot ale sale. În timpul celei de-a 300-a apariții în Formula 1, la Marele Premiu al Belgiei din 2012, Schumacher a purtat o cască cu foiță de platină cu un mesaj al realizărilor sale.

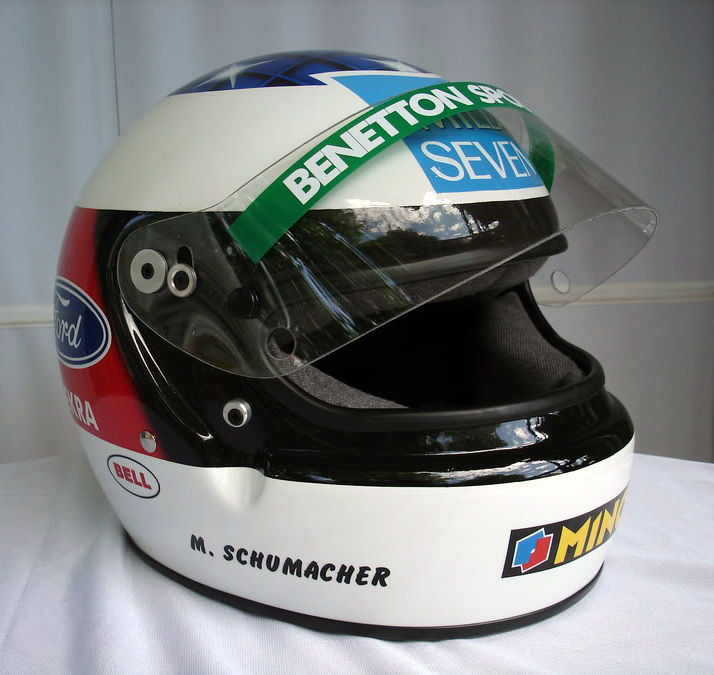
Casca pentru sezonul 1994 (Benetton); Schumacher a folosit casca Bell Sports timp de nouă ani în Formula 1, de la Marele Premiu al Canadei din 1992 până la Marele Premiu al Australiei din 2001.
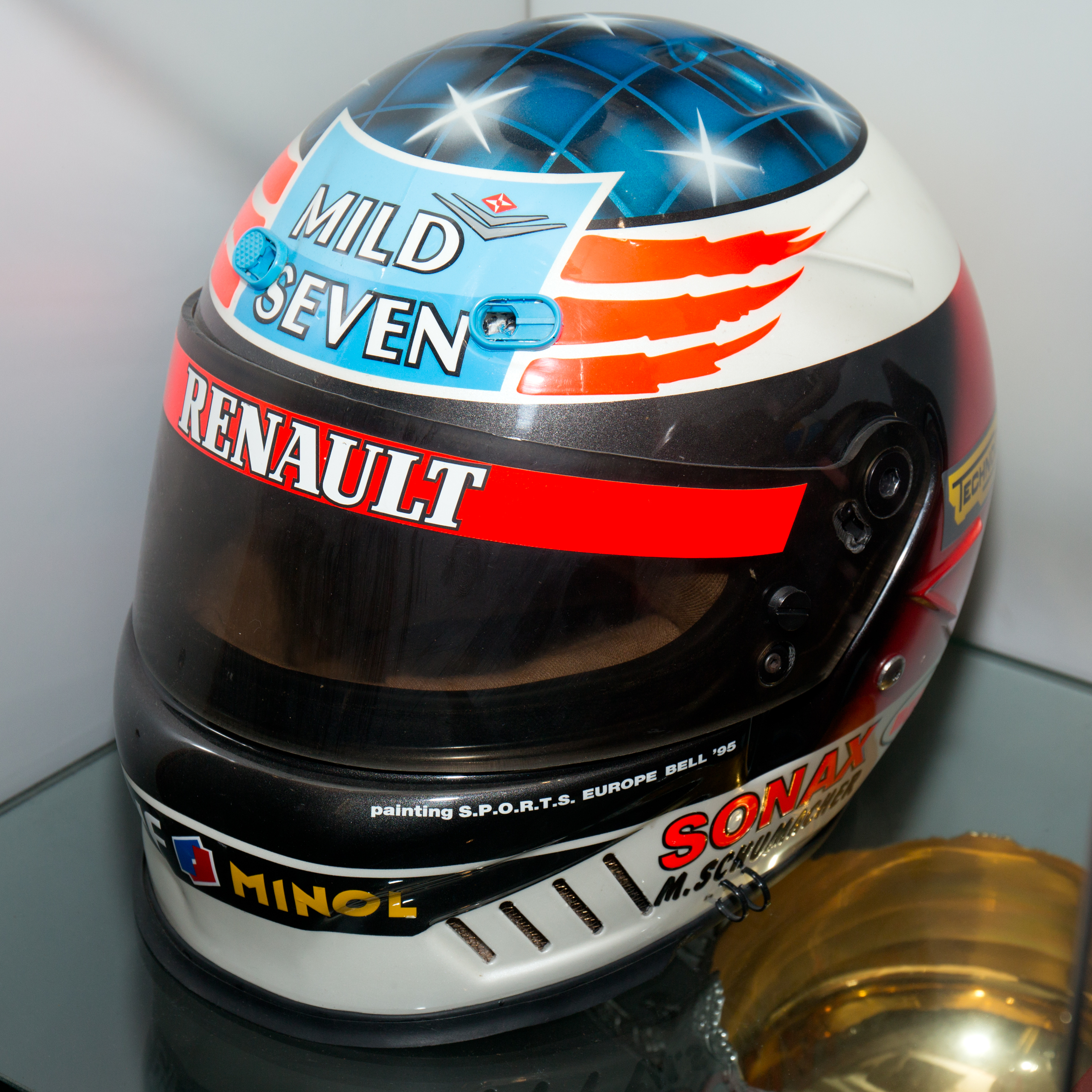
Casca Bell pentru sezonul 1995 (Benetton); Schumacher a continuat să folosească această cască de culoare albă după ce a trecut la Ferrari în 1996, până când a schimbat culoarea cu roșu la Marele Premiu al Principatului Monaco din 2000.
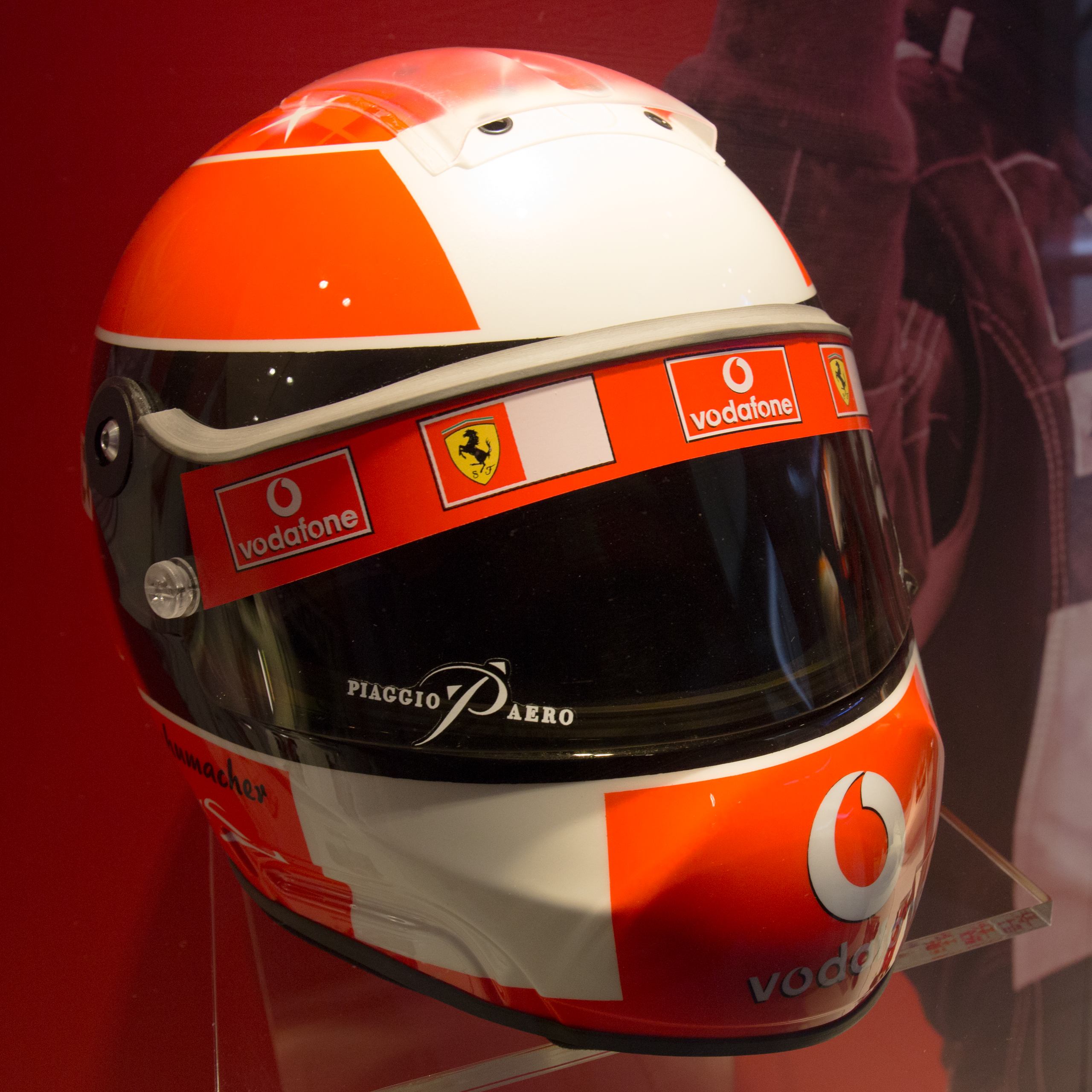
Casca Schuberth pentru sezonul 2002 (Ferrari); la Marele Premiu al Malaysiei din 2001, Schumacher și-a schimbat producătorul căștii, trecând de la Bell la Schuberth, deși exista un contract cu Bell pentru sezonul 2001. Din sezonul 2001, Schumacher a continuat să folosească casca Schuberth până la ultima sa cursă în Formula 1.
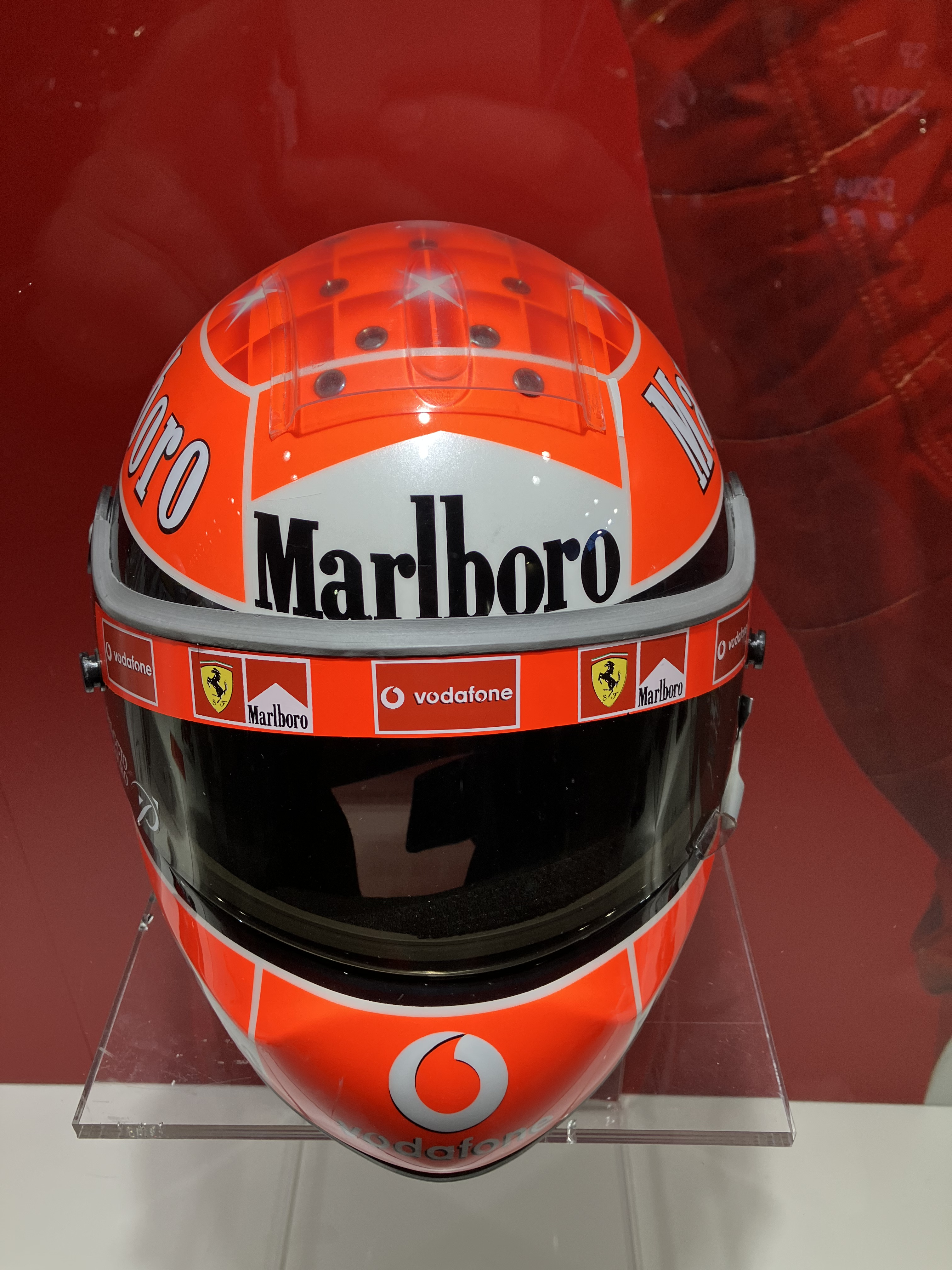
Casca Schuberth de la Museo Ferrari cu logo-ul Marlboro, care uneori a trebuit să fie îndepărtat în țările în care publicitatea pentru tutun era ilegală.
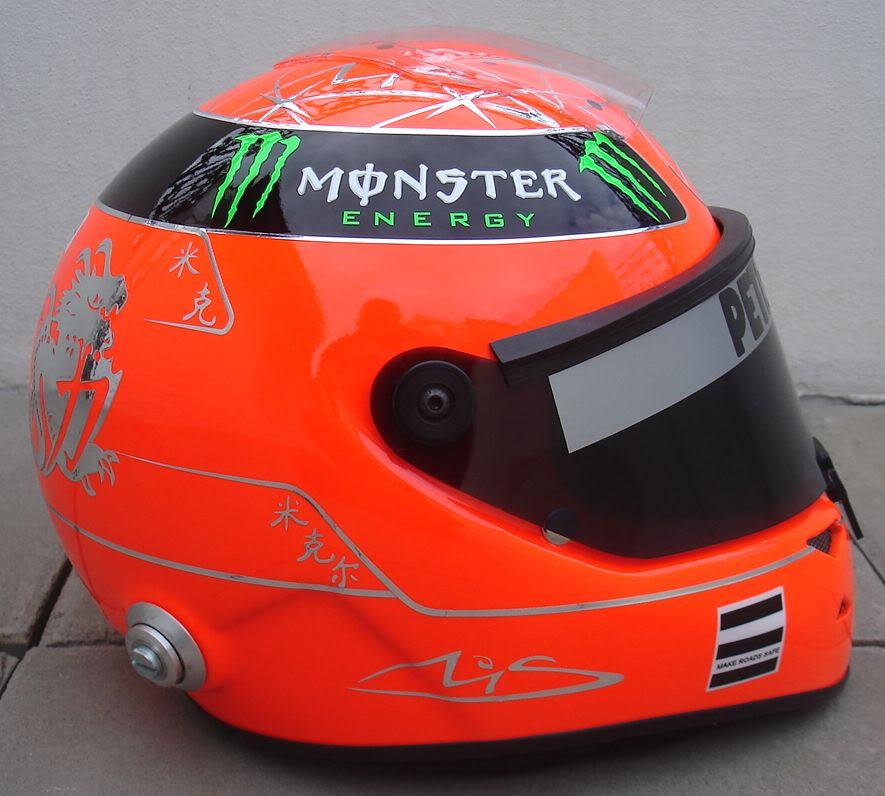
Cască Schuberth pentru sezonul 2011 (Mercedes GP); Schumacher a continuat să folosească o cască de culoare roșie și la „Săgețile de argint”. Ilustrația dragonului chinezesc și un caracter chinezesc (力, care înseamnă „putere”) sunt inscripționate pe partea din spate a căștii.

### Impactul asupra sportului

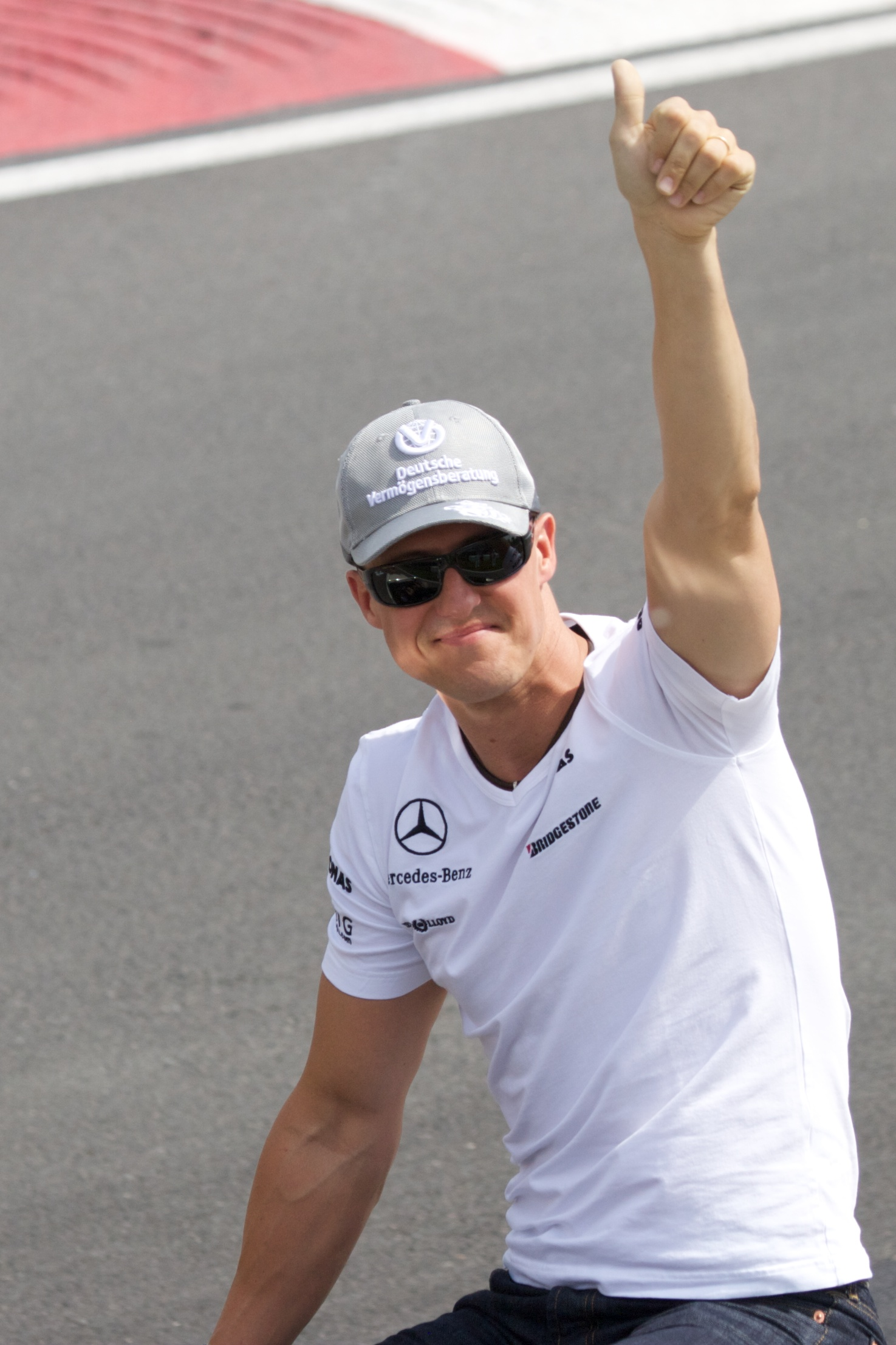
Schumacher în 2010, anul în care și-a făcut revenirea la 40 de ani. Deși nu a câștigat nicio cursă și nu a obținut niciun pole position, a stabilit o dată cel mai rapid tur în calificări, a obținut ultimul său podium și a devenit al doilea pilot de la acea vreme care a luat startul în 300 de Mari Premii.

Cariera lui Schumacher s-a întins pe trei decenii și a lăsat un impact de durată asupra sportului, în special asupra Formulei 1, dar și asupra sporturilor cu motor în ansamblu, iar influența sa s-a extins dincolo de propria carieră în curse; în 2020, a fost votat cea mai influentă persoană din istoria Formulei 1. În timpul unei mari părți a carierei sale în Formula 1, Schumacher a fost președintele Asociației Piloților de Mare Premiu (Grand Prix Drivers' Association), o organizație reprezentativă înființată inițial în 1961, care a fost desființată în 1982 și reînființată în 1994, Schumacher având o contribuție majoră pentru acest lucru. De asemenea, Schumacher a fost adesea creditat cu popularizarea Formulei 1 în întreaga lume, în special în Germania, unde anterior era considerat un sport marginal. Când Schumacher s-a retras pentru prima dată în 2006, trei dintre primii zece piloți din clasamentul piloților din acel an erau germani, mai mulți decât orice altă naționalitate. Piloții germani mai tineri, precum Sebastian Vettel, au considerat că Schumacher a avut un rol-cheie în transformarea lor în piloți de Formula 1. Schumacher a fost, de asemenea, creditat pentru transformarea Scuderiei Ferrari în cea mai de succes echipă de Formula 1; multiplul campion mondial Jackie Stewart a considerat că transformarea echipei Ferrari a fost cea mai mare realizare a lui Schumacher.
La momentul primei sale retrageri, în 2006, și al retragerii sale finale, în 2012, Schumacher era considerat pe scară largă printre cei mai mari piloți de Formula 1, o tendință care a continuat și în anii 2020. Mai mulți comentatori și piloți, inclusiv, printre alții, multiplii campioni mondiali Niki Lauda și Sebastian Vettel, fostul rival David Coulthard, fostul pilot de Formula 1 Giancarlo Fisichella, și șefii echipei Mercedes Ross Brawn și Toto Wolff, l-au descris uneori ca fiind cel mai mare din toate timpurile. Schumacher a fost descris ca fiind, din punct de vedere statistic, cel mai de succes pilot din istoria Formulei 1 și cel mai complet pilot de Formula 1 din toate timpurile. Modele matematice obiective, precum Eichenberger și Stadelmann (2009, locul 3), F1metrics original (2014, locul 4), Bell et al. (2015, locul 3), FiveThirtyEight (2018, locul 2) și F1metrics actualizat (2019, locul 1), îl plasează pe Schumacher în mod constant între primii 5 cei mai buni piloți de Formula 1 din toate timpurile. Până în 2004, Schumacher a ajuns să dețină majoritatea recordurilor majore din Formula 1, iar până în 2006, numele său a fost înscris în aproape toate cărțile recordurilor din Formula 1, inclusiv pentru cele mai multe campionate mondiale (7), cele mai multe victorii (91), cele mai multe podiumuri (155), cele mai multe pole position-uri (68) și cele mai multe tururi rapide (77), acesta din urmă fiind un record pe care încă îl deține. Deși mai multe dintre recordurile sale au fost ulterior egalate sau depășite, cum ar fi cel pentru mai multe victorii într-un sezon cu (13, un record pe care l-a doborât pentru prima dată în 1995 și apoi l-a egalat în 2000 și 2001, și l-a îmbunătățit în 2002 și 2004), altele rămân ale sale, cum ar fi procentajul de podiumuri obținute într-un sezon (100% în 2002 (17)), care a inclus unsprezece victorii, cinci locuri doi și un loc trei.
În 2006, Schumacher a fost, de asemenea, pilotul care a luat cele mai multe starturi cu același constructor (Ferrari, 180) și producător de motoare (Ferrari, 180). El și Rubens Barrichello au fost cei doi piloți care au luat cele mai multe starturi drept coechipieri (102, 2000-2005) și cele mai multe clasări 1-2 (24 în aceeași perioadă). Schumacher l-a egalat pe Nigel Mansell în 2004 pentru recordul celor mai multe victorii la începutul unui sezon și l-a egalat pe Senna pentru cele mai multe pole position-uri pe același circuit (opt, cu Schumacher la Suzuka și Senna la Imola). Cu 15 sezoane, deține recordul pentru cele mai multe sezoane consecutive în care a câștigat cel puțin o cursă (împărțit cu Hamilton) și a deținut recordul pentru cele mai multe victorii pe același circuit (opt, pe circuitul Magny-Cours din Franța) și, de asemenea, recordul pentru cele mai multe victorii în același Mare Premiu (opt, Franța). La Marele Premiu al Italiei din 2003, a stabilit recordul pentru câștigarea cursei cu cea mai mare viteză medie din toate timpurile, de 247,586 km/h. Până în 2006, a petrecut un număr record de 5.108 din tururile sale de curse în frunte și a condus 141 de curse. De asemenea, a luat cele mai multe starturi din prima linie (115), a marcat cele mai multe puncte (1.369) înainte ca sistemul de puncte să fie revizuit în 2010, a terminat cele mai multe curse în puncte consecutiv (24, din 2001 până în 2003) și a deținut recordul pentru cele mai multe tururi rapide consecutive pe același circuit (7). În 2002, a câștigat Campionatul Mondial cu șase runde înainte de final, mai devreme în an decât oricine înaintea lui (21 iulie).
Schumacher, care a dominat sportul în anii 1990 și la începutul anilor 2000, devenind în 1995 cel mai tânăr multiplu campion mondial consecutiv la acea vreme, a fost remarcat pentru abilitatea sa pe ploaie, câștigând multe dintre cursele pe ploaie la care a luat parte, cel mai notabil cursa din Spania în 1996, și pentru ritmul său de cursă, fiind capabil să stabilească cele mai rapide tururi consecutive în calificări; din cauza realimentării cu combustibil, a ratat mai multe pole position-uri, după ce și-a stabilit strategia de cursă prin a începe cu mai mult combustibil în rezervor (de la debutul său în 1991 până la sfârșitul anului 2002, înainte de introducerea calificărilor cu combustibil de cursă începând cu 2003, Schumacher a fost descalificat doar de 13 ori în 178 de participări la curse) și a câștigat cu 23% mai multe curse decât a obținut pole position-uri. De asemenea, el a câștigat de 51 și, respectiv, 24 de ori fără să plece primul sau de pe prima linie, și a obținut 48 de victorii cu cel mai rapid tur, toate trei realizări fiind mai multe decât orice alt pilot, și a transformat 40 dintre pole position-urile sale în victorii în proporție de 58%, un număr record care a fost ulterior depășit de Hamilton. Până la prima sa retragere, în 2006, cu 91 de victorii în 248 de starturi din 250 de participări (doar în spatele lui Riccardo Patrese), Schumacher avea o rată de victorii de 36% din starturi, devansându-i pe Ayrton Senna și Alain Prost, ambii cu 25% din starturi. De asemenea, el a avut 27% din pole position-uri, 30% din cele mai rapide tururi și cele mai multe victorii din pole cu cel mai rapid tur, 22. De asemenea, ar fi putut câștiga și mai multe curse dacă ar fi mers la echipele dominante ale anilor 1990 (Williams și McLaren) și nu s-ar fi alăturat echipei Ferrari în 1996, un punct de vedere împărtășit de fostul său coechipier Eddie Irvine, și ar fi putut deveni primul pilot care câștigă 100 de curse dacă nu ar fi fost unele situații care au fost dincolo de controlul său, cum ar fi problemele de fiabilitate care l-au făcut să termine mai jos de primul loc în 1994, o victorie revocată în 1994, două coliziuni nefericite cu Coulthard și Juan Pablo Montoya în 1998 și 2004, cele două victorii pe care le-a cedat lui Irvine și Barrichello în 1999 și 2002, și retragerile la Marele Premiu al Spaniei din 1994, Marele Premiu al Japoniei din 2006 și Marele Premiu al Principatului Monaco din 2012.

## Viața personală
În august 1995, Michael s-a căsătorit cu Corinna Betsch. Au doi copii, o fiică Gina-Maria (născută la 20 februarie 1997) și un fiu, Mick (născut la 22 martie 1999). Schumacher a fost întotdeauna foarte protector cu viața sa privată și este cunoscut că nu-i place lumina reflectoarelor. Familia s-a mutat într-un conac nou construit în apropiere de Gland, Elveția în 2007, care acoperă o suprafață de 650 de metri pătrați cu o plajă privată pe lacul Geneva și care include un garaj subteran și o benzinărie, cu un pompă de combustibil Shell de epocă. Schumacher și soția sa dețin ferme de cai în Texas și Elveția. Fratele mai mic al lui Schumacher, Ralf, fiul său Mick, nepotul său David și fratele vitreg Sebastian Stahl au fost, de asemenea, piloți de curse. Ralf Schumacher a concurat în Formula 1 timp de zece ani, începând din 1997 până la sfârșitul lui 2007. Mick a devenit al treilea Schumacher care a concurat în Formula 1, după ce și-a făcut debutul cu Haas F1 Team în sezonul 2021.
Înainte de accidentul său la schi, principalele sale hobby-uri au inclus călăria, cursele de motociclete, scufundările și a jucat fotbal pentru echipa sa locală FC Echichens. Schumacher a apărut în mai multe meciuri de fotbal de caritate, și a organizat meciuri între piloții de Formula 1. El este un susținător al 1. FC Köln, clubul său local de fotbal unde a crescut, citându-i pe Pierre Littbarski și Harald Schumacher drept idolii săi. El este romano-catolic.
În 2006, Schumacher a avut un rol vocal în filmul Disney/Pixar Mașini. Personajul său este el însuși ca un Ferrari F430 care vizitează orașul Radiator Springs pentru a obține anvelope noi de la Luigi și Guido, la recomandarea lui Fulger McQueen. La sosire, Luigi și Guido leșină de entuziasm când îl văd. Filmul francez Asterix la Jocurile Olimpice îl prezintă pe Schumacher într-un rol cameo în rolul unui șofer de car numit Schumix. În 2009, Schumacher a apărut în programul de automobilism al BBC Top Gear drept Stig. Prezentatorul Jeremy Clarkson a sugerat mai târziu în program că Schumacher nu era Stig cel obișnuit, ceea ce BBC a confirmat ulterior. Schumacher a fost acolo pentru că Ferrari nu a permis nimănui să conducă unicul Ferrari FXX negru care a fost prezentat în show. În iulie 2021, Netflix a anunțat primul film documentar aprobat oficial despre Schumacher – numit Schumacher – care a fost lansat pe 15 septembrie 2021.
Schumacher a fost un ambasador special al UNESCO și a donat 1,5 milioane de euro organizației. În plus, a plătit pentru construirea unei școli pentru copiii săraci și pentru îmbunătățirea zonei din Dakar, Senegal. El a susținut un spital pentru copiii victime ale asediului din Saraievo, care este specializat în îngrijirea persoanelor amputate. În Lima, Peru, a finanțat „Palatul pentru Săraci”, un centru pentru a ajuta copiii străzii fără adăpost să obțină educație, îmbrăcăminte, hrană, asistență medicală și adăpost. Schumacher a declarat pentru F1 Magazine: „Este grozav dacă îți poți folosi faima și puterea pe care o ai pentru a atrage atenția asupra lucrurilor care contează cu adevărat”. Pentru dezastrele de inundații europene din 2002 și 2013, Schumacher a donat 1 milion și, respectiv, 500.000 de euro. El a donat 10 milioane de dolari pentru ajutor după cutremurul din Oceanul Indian din 2004, care l-a depășit pe cel al oricărui alt sportiv, al majorității ligilor sportive, al multor corporații din întreaga lume și chiar al unor țări. Din 2002 până în 2006, a donat cel puțin 50 de milioane de dolari diferitelor organizații de caritate. În 2008, a donat între 5 și 10 milioane de dolari Fundației Clinton.
De la participarea sa la o campanie europeană FIA de siguranță rutieră, ca parte a pedepsei sale după coliziunea de la Marele Premiu al Europei din 1997, Schumacher a continuat să susțină alte campanii, cum ar fi Make Roads Safe, care este condusă de Fundația FIA și face apel la țările G8 și Națiunile Unite să recunoască decesele rutiere la nivel mondial ca o problemă majoră de sănătate globală. În 2008, Schumacher a fost personajul principal al unei campanii de publicitate Bacardi pentru a crește gradul de conștientizare cu privire la consumul responsabil de alcool. A apărut într-o campanie de publicitate pentru televiziune, cinema și mass-media online, susținută de angajamentele consumatorilor, relații publice și media digitală din întreaga lume.

### Finanțe și sponsorizări

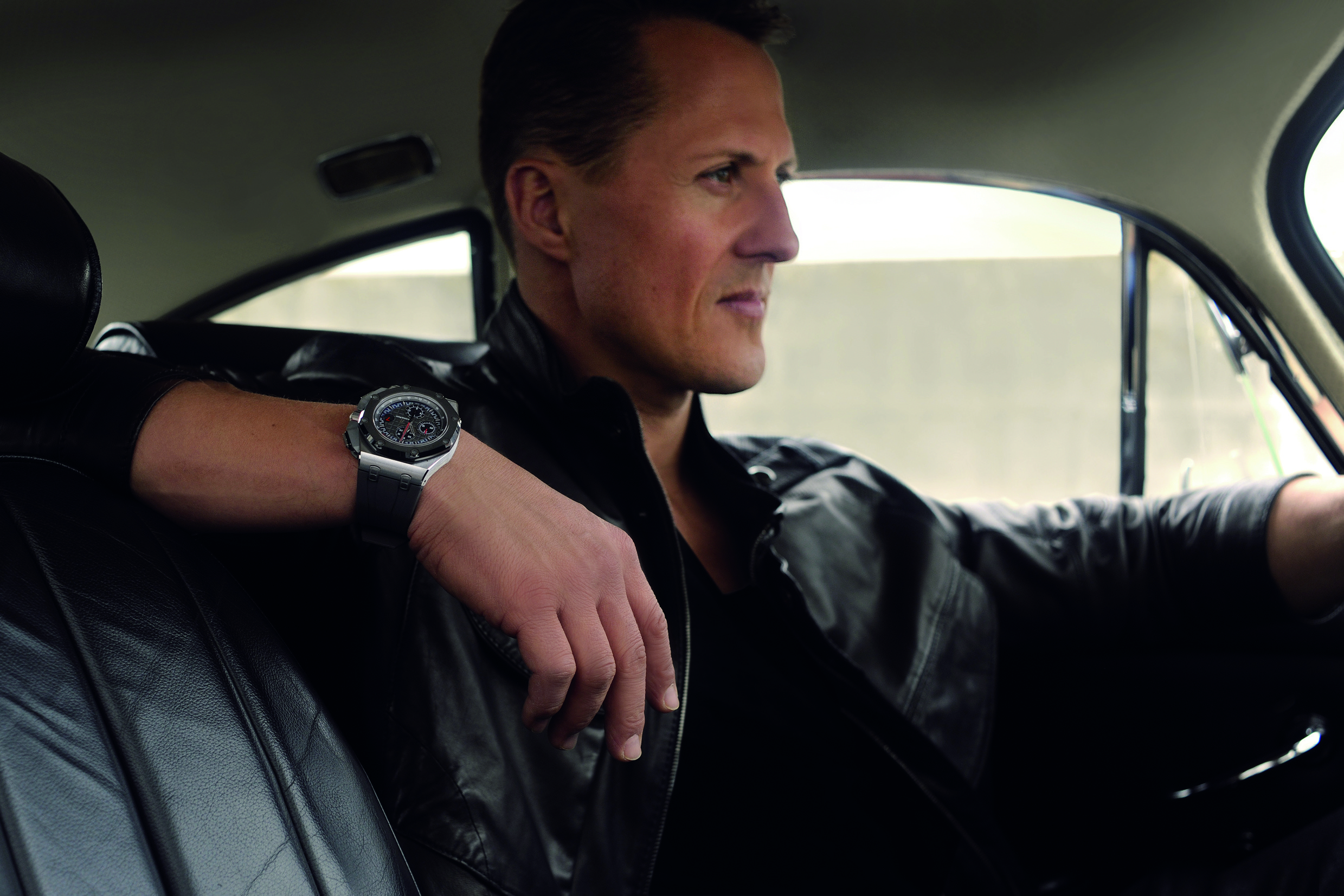
Schumacher într-o reclamă pentru ceasurile Audemars Piguet în octombrie 2013.

În 1999 și 2000, revista Forbes l-a enumerat drept cel mai bine plătit sportiv din lume. În 2005, revista Eurobusiness l-a identificat pe Schumacher drept primul sportiv miliardar din lume. În 2005, Forbes l-a clasat pe locul 17 în lista „Cele mai puternice celebrități din lume”. O parte semnificativă a veniturilor sale provenea din publicitate; Deutsche Vermögensberatung i-a plătit 8 milioane de dolari în trei ani din 1999 pentru că a purtat o reclamă de 10 pe 8 centimetri pe șapca de după cursă. În 2010, averea sa personală a fost estimată la 515 milioane de lire sterline. În 2017, Forbes l-a desemnat pe Schumacher drept al cincilea sportiv cu cel mai mari câștiguri din carieră din toate timpurile.

### Accidentul de schi din 2013
Pe 29 decembrie 2013, Schumacher schia împreună cu fiul său, Mick, în vârstă de 14 ani, coborând Combe de Saulire sub Dent de Burgin, deasupra Méribel, în Alpii francezi. În timp ce traversa o zonă nesecurizată în afara pârtie dintre Pârtia Chamois și Pârtia Mauduit, a căzut și s-a lovit cu capul de o stâncă, suferind o leziune gravă la cap, în ciuda faptului că purta o cască de schi. Potrivit medicilor săi, cel mai probabil ar fi murit dacă nu ar fi purtat casca. A fost transportat cu avionul la Spitalul Grenoble unde a suferit două intervenții chirurgicale. Schumacher a fost pus într-o comă indusă medical din cauza unei leziuni cerebrale traumatice. Până în martie 2014, au existat semne mici încurajatoare, iar la începutul lunii aprilie el a arătat momente de conștiență pe măsură ce a fost retras treptat din coma indusă medical.
În iunie 2014, Schumacher a părăsit Spitalul Grenoble pentru reabilitare suplimentară la Spitalul Universitar Lausanne, Elveția. În septembrie 2014, Schumacher a părăsit spitalul și a fost adus înapoi la domiciliul său pentru reabilitare suplimentară. Două luni mai târziu, s-a raportat că Schumacher era „paralizat și într-un scaun cu rotile”; el „nu poate vorbi și are probleme de memorie”. În mai 2015, managerul lui Schumacher, Sabine Kehm, a declarat că starea lui se îmbunătățește încet „având în vedere gravitatea rănii pe care a avut-o”.
În septembrie 2016, Felix Damm, avocatul lui Schumacher, a declarat unui tribunal german că clientul său „nu poate merge”, ca răspuns la rapoartele din decembrie 2015 din publicația germană Die Bunte că ar putea merge din nou. În iulie 2019, fostul manager Ferrari, Jean Todt, a declarat că Schumacher a făcut „progrese bune”, dar și „se luptă să comunice”. Todt a mai spus că Schumacher a putut să urmărească cursele de Formula 1 la televizor acasă la el. În septembrie a aceluiași an, Le Parisien a raportat că Schumacher a fost internat la Hôpital Européen Georges-Pompidou din Paris pentru tratament de către chirurgul cardiovascular Philippe Menasché, descris drept „pionier în chirurgia celulară”. În urma tratamentului, care a presupus că acesta a primit o perfuzie cu celule stem antiinflamatoare, personalul medical a declarat că Schumacher era „conștient”. De asemenea, în documentarul Netflix din 2021 despre viața pilotului, au fost incluse pentru prima dată declarațiile autorizate ale familiei despre starea lui de sănătate.

## Palmaresul complet în Formula 1
| Legendă      | Legendă                                                |
| Culoare      | Rezultat                                               |
| ------------ | ------------------------------------------------------ |
| Auriu        | Câștigător                                             |
| Argintiu     | Locul 2                                                |
| Bronz        | Locul 3                                                |
| Verde        | Alte locuri care punctează                             |
| Albastru     | Alte locuri                                            |
| Albastru     | Nu s-a clasat, dar a terminat cursa (NC)               |
| Purpuriu     | A abandonat cursa (Ab)                                 |
| Negru        | Descalificat (DSC)                                     |
| Alb          | Nu a luat startul (NS)                                 |
| Roșu         | Nu s-a calificat (NSC)                                 |
| Fără culoare | Retras înainte de calificări (Ret)                     |
| Fără culoare | Exclus (EX)                                            |
| Fără culoare | Nu a participat (celulă goală)                         |
| Adnotare     | Însemnătate                                            |
| P            | Pole position                                          |
| R            | Cel mai rapid tur                                      |
| *            | Nu a terminat, dar a parcurs mai mult de 90% din cursă |

| Sezon  | Echipă   | Șasiu           | Motor                                    | 1        | 2      | 3        | 4        | 5        | 6        | 7        | 8        | 9       | 10       | 11       | 12       | 13       | 14       | 15       | 16        | 17       | 18     | 19     | 20    | Poz. | Puncte |
| ------ | -------- | --------------- | ---------------------------------------- | -------- | ------ | -------- | -------- | -------- | -------- | -------- | -------- | ------- | -------- | -------- | -------- | -------- | -------- | -------- | --------- | -------- | ------ | ------ | ----- | ---- | ------ |
| 1991   | Jordan   | 191             | Ford HBA4 3.5 V8                         |          |        |          |          |          |          |          |          |         |          | BEL Ab   |          |          |          |          |           | N/A      | 14     | 4      |       |      |        |
| 1991   | Benetton | B191            | Ford HBA5 3.5 V8                         |          |        |          |          |          |          |          |          |         |          |          | ITA 5    | PRT 6    | ESP 6    | JPN Ab   | AUS Ab    | N/A      | 14     | 4      |       |      |        |
| 1992   | Benetton | B191B B192      | Ford HBA5 3.5 V8 Ford HBA7 3.5 V8        | ZAF 4    | MEX 3  | BRA 3    | ESP 2    | SMR Ab   | MCO 4    | CAN 2    | FRA Ab   | GBR 4   | DEU 3    | HUN Ab   | BEL 1R   | ITA 3    | PRT 7    | JPN Ab   | AUS 2R    | N/A      | N/A    | N/A    | N/A   | 3    | 53     |
| 1993   | Benetton | B193 B193B      | Ford HBA7 3.5 V8 Ford HBA8 3.5 V8        | ZAF Ab   | BRA 3R | EUR Ab   | SMR 2    | ESP 3R   | MCO Ab   | CAN 2R   | FRA 3R   | GBR 2   | DEU 2R   | HUN Ab   | BEL 2    | ITA Ab   | PRT 1    | JPN Ab   | AUS Ab    | N/A      | N/A    | N/A    | N/A   | 4    | 52     |
| 1994   | Benetton | B194            | Ford EC Zetec-R 3.5 V8                   | BRA 1R   | PAC 1R | SMR 1    | MCO 1P R | ESP 2P R | CAN 1P R | FRA 1    | GBR DSC  | DEU Ab  | HUN 1P R | BEL DSC  | ITA EX   | PRT EX   | EUR 1P R | JPN 2P   | AUS AbR   | N/A      | N/A    | N/A    | N/A   | 1    | 92     |
| 1995   | Benetton | B195            | Renault RS7 3.0 V10                      | BRA 1R   | ARG 3R | SMR AbP  | ESP 1    | MCO 1    | CAN 5P R | FRA 1R   | GBR Ab   | DEU 1R  | HUN 11*  | BEL 1    | ITA Ab   | PRT 2    | EUR 1R   | PAC 1R   | JPN 1P R  | AUS Ab   | N/A    | N/A    | N/A   | 1    | 102    |
| 1996   | Ferrari  | F310            | Ferrari 046 3.0 V10                      | AUS Ab   | BRA 3  | ARG Ab   | EUR 2    | SMR 2P   | MCO AbP  | ESP 1R   | CAN Ab   | FRA NSP | GBR Ab   | DEU 4    | HUN 9*P  | BEL 1    | ITA 1R   | PRT 3    | JPN 2     | N/A      | N/A    | N/A    | N/A   | 3    | 59     |
| 1997   | Ferrari  | F310B           | Ferrari 046/2 3.0 V10                    | AUS 2    | BRA 5  | ARG Ab   | SMR 2    | MCO 1R   | ESP 4    | CAN 1P   | FRA 1P R | GBR AbR | DEU 2    | HUN 4P   | BEL 1    | ITA 6    | AUT 6    | LUX Ab   | JPN 1     | EUR Ab   | N/A    | N/A    | N/A   | DSC  | 0 (78) |
| 1998   | Ferrari  | F300            | Ferrari 047 3.0 V10                      | AUS Ab   | BRA 3  | ARG 1    | SMR 2R   | ESP 3    | MCO 10   | CAN 1R   | FRA 1    | GBR 1R  | AUT 3    | DEU 5    | HUN 1R   | BEL AbR  | ITA 1P   | LUX 2P   | JPN AbP R | N/A      | N/A    | N/A    | N/A   | 2    | 86     |
| 1999   | Ferrari  | F399            | Ferrari 048 3.0 V10                      | AUS 8R   | BRA 2  | SMR 1R   | MCO 1R   | ESP 3    | CAN AbP  | FRA 5    | GBR NS   | AUT     | DEU      | HUN      | BEL      | ITA      | EUR      | MYS 2P R | JPN 2P R  | N/A      | N/A    | N/A    | N/A   | 5    | 44     |
| 2000   | Ferrari  | F1-2000         | Ferrari 049 3.0 V10                      | AUS 1    | BRA 1R | SMR 1    | GBR 3    | ESP 5P   | EUR 1R   | MCO AbP  | CAN 1P   | FRA AbP | AUT Ab   | DEU Ab   | HUN 2P   | BEL 2    | ITA 1P   | USA 1P   | JPN 1P    | MYS 1P   | N/A    | N/A    | N/A   | 1    | 108    |
| 2001   | Ferrari  | F2001           | Ferrari 050 3.0 V10                      | AUS 1P R | MYS 1P | BRA 2P   | SMR Ab   | ESP 1P R | AUT 2P   | MCO 1    | CAN 2P   | EUR 1P  | FRA 1    | GBR 2P   | DEU Ab   | HUN 1P   | BEL 1R   | ITA 4    | USA 2P    | JPN 1P   | N/A    | N/A    | N/A   | 1    | 123    |
| 2002   | Ferrari  | F2001 F2002     | Ferrari 050 3.0 V10 Ferrari 051 3.0 V10  | AUS 1    | MYS 3P | BRA 1    | SMR 1P   | ESP 1P R | AUT 1R   | MCO 2    | CAN 1    | EUR 2R  | GBR 1    | FRA 1    | DEU 1P R | HUN 2R   | BEL 1P R | ITA 2    | USA 2P    | JPN 1P R | N/A    | N/A    | N/A   | 1    | 144    |
| 2003   | Ferrari  | F2002B F2003-GA | Ferrari 051B 3.0 V10 Ferrari 052 3.0 V10 | AUS 4P   | MYS 6R | BRA Ab   | SMR 1P R | ESP 1P   | AUT 1P R | MCO 3    | CAN 1    | EUR 5   | FRA 3    | GBR 4    | DEU 7    | HUN 8    | ITA 1P R | JPN 1R   | USA 8     | N/A      | N/A    | N/A    | N/A   | 1    | 93     |
| 2004   | Ferrari  | F2004           | Ferrari 053 3.0 V10                      | AUS 1P R | MYS 1P | BHR 1P R | SMR 1R   | ESP 1P R | MCO AbR  | EUR 1P R | CAN 1    | USA 1   | FRA 1R   | GBR 1R   | DEU 1P   | HUN 1P R | BEL 2    | ITA 2    | CHN 12R   | JPN 1P   | BRA 7  | N/A    | N/A   | 1    | 148    |
| 2005   | Ferrari  | F2004M F2005    | Ferrari 053 3.0 V10 Ferrari 055 3.0 V10  | AUS Ab   | MYS 7  | BHR Ab   | SMR 2R   | ESP Ab   | MCO 7R   | EUR 5P   | CAN 2    | USA 1R  | FRA 3    | GBR 6    | DEU 5    | HUN 2P   | TUR Ab   | ITA 10   | BEL Ab    | BRA 4    | JPN 7  | CHN Ab | N/A   | 3    | 62     |
| 2006   | Ferrari  | 248 F1          | Ferrari 056 2.4 V8                       | BHR 2P   | MYS 6  | AUS Ab   | SMR 1P   | EUR 1R   | ESP 2    | MCO 5R   | GBR 2    | CAN 2   | USA 1P R | FRA 1P R | DEU 1R   | HUN 8*   | TUR 3R   | ITA 1    | CHN 1     | JPN Ab   | BRA 4R | N/A    | N/A   | 2    | 121    |
| 2010   | Mercedes | MGP W01         | Mercedes FO 108X 2.4 V8                  | BHR 6    | AUS 10 | MYS Ab   | CHN 10   | ESP 4    | MCO 12   | TUR 4    | CAN 11   | EUR 15  | GBR 9    | DEU 9    | HUN 11   | BEL 7    | ITA 9    | SGP 13   | JPN 6     | KOR 4    | BRA 7  | ABU Ab | N/A   | 9    | 72     |
| 2011   | Mercedes | MGP W02         | Mercedes FO 108Y 2.4 V8                  | AUS Ab   | MYS 9  | CHN 8    | TUR 12   | ESP 6    | MCO Ab   | CAN 4    | EUR 17   | GBR 9   | DEU 8    | HUN Ab   | BEL 5    | ITA 5    | SGP Ab   | JPN 6    | KOR Ab    | IND 5    | ABU 7  | BRA 15 | N/A   | 8    | 76     |
| 2012   | Mercedes | F1 W03          | Mercedes FO 108Z 2.4 V8                  | AUS Ab   | MYS 10 | CHN Ab   | BHR 10   | ESP Ab   | MCO Ab   | CAN Ab   | EUR 3    | GBR 7   | DEU 7R   | HUN Ab   | BEL 7    | ITA 6    | SGP Ab   | JPN 11   | KOR 13    | IND 22*  | ABU 11 | USA 16 | BRA 7 | 13   | 49     |
| Sezon  | Echipă   | Șasiu           | Motor                                    | 1        | 2      | 3        | 4        | 5        | 6        | 7        | 8        | 9       | 10       | 11       | 12       | 13       | 14       | 15       | 16        | 17       | 18     | 19     | 20    | Poz. | Puncte |
| Surse: |          |                 |                                          |          |        |          |          |          |          |          |          |         |          |          |          |          |          |          |           |          |        |        |       |      |        |

### Recorduri
| Record                             | Număr                                   |
| ---------------------------------- | --------------------------------------- |
| Titluri de campion mondial         | 7*                                      |
| Titluri mondiale consecutive       | 5 (2000-2004)                           |
| Victorii fără pole position        | 51                                      |
| Victorie și tur rapid              | 48                                      |
| Tururi rapide                      | 77                                      |
| Tururi rapide într-un sezon*       | 10 (2004)                               |
| Curse consecutive pe podium        | 19 (MP al SUA 2001-MP al Japoniei 2002) |
| Triple (pole, tur rapid, victorie) | 22                                      |

* Împarte recordul cu alt pilot

## Cărți și filme
- Allen, James (1999). Michael Schumacher: Driven to Extremes. Bantam Books. ISBN 0-553-81214-9.
- Allen, James (2014). Michael Schumacher. Dincolo de măreție. Preda Publishing. ISBN 978-606-93699-0-6
- Allen, James (2007). Edge of Greatness. Headline. ISBN 978-0-7553-1678-6.
- Collings, Timothy (2004). The Piranha Club. Virgin Books. ISBN 0-7535-0965-2.
- Collings, Timothy (2005). Team Schumacher. Highdown. ISBN 1-905156-03-0.
- Domenjoz, Luc (2002). Michael Schumacher: Rise of a genius. Parragon. ISBN 0-7525-9228-9.
- Henry, Alan (ed.) (1992). Autocourse 1992 – 93. Hazleton Publishing. ISBN 0-905138-96-1.
- Henry, Alan (1996). Wheel to Wheel: Great Duels of Formula One Racing. Weidenfeld Nicolson Illustrated. ISBN 0-7538-0522-7.
- Hilton, Christopher (2003). Michael Schumacher: The greatest of all. Haynes. ISBN 1-84425-044-X.
- Hilton, Christopher (2006). Michael Schumacher: The Whole Story. Haynes. ISBN 1-84425-008-3.
- Kehm, Sabine (2003). Michael Schumacher. Driving Force. Random House. ISBN 0-09-189435-2.
- Matchett, Steve (1995). Life in the Fast Lane: The Story of the Benetton Grand Prix Year. London: Weidenfeld and Nicolson. ISBN 0-297-81610-1.
- Matchett, Steve (1999). The Mechanic's Tale: Life in the Pit Lanes of Formula One. Osceola, Wisconsin: MBI Pub. ISBN 0-7603-0754-7.
- Williams, Richard (1999). The Death of Ayrton Senna. Bloomsbury. ISBN 0-7475-4495-6.

### Video
- Schumacher vs Hakkinen - Spa 2000
- Prima cursă și scurt interviu
- Prima cursă cu Benetton
- Prima victorie (Schumacher e cu mașina galben-verde cu nr. 19)
- Incidentul dintre Michael Schumacher și Damon Hill de la Adelaide 1994
- Prima victorie alături de Ferrari
- Incidentul dintre Jacques Villeneuve și Michael Schumacher de la Jerez 1997
- David Coulthard îl blochează pe Schumacher la Spa 1998
- Accidentul suferit la Silverstone
- Ultimul tur de la Suzuka din 2000 când a câștigat primul titlu mondial cu Ferrari
- Ultima cursă